# Copa Mundial de Fútbol de 2010
La Copa Mundial de la FIFA Sudáfrica 2010 (en inglés: 2010 FIFA World Cup; en afrikáans: FIFA Sokker-Wêreldbekertoernooi in 2010) fue la decimonovena edición de la Copa Mundial de Fútbol. La competición se celebró en Sudáfrica, entre el 11 de junio y el 11 de julio de ese año. Fue la primera vez que el torneo se disputaba en África y la quinta que lo hacía en el hemisferio sur. El país anfitrión superó en la elección previa a Egipto y Marruecos.
Se inscribieron para participar en el proceso de clasificación 204 de las 208 asociaciones nacionales adheridas a la FIFA, realizado entre mediados de 2007 y fines de 2009, para poder determinar a los 31 equipos participantes en la fase final del torneo (que se unieron al anfitrión, Sudáfrica). Se superó la marca de 197 participantes del torneo anterior.
El campeonato estuvo compuesto de dos fases: en la primera, se conformaron ocho grupos de cuatro equipos cada uno y avanzaron a la siguiente ronda los dos mejores de cada grupo. Los dieciséis clasificados se enfrentaron posteriormente en partidos eliminatorios, hasta llegar a los dos equipos que disputaron la final en el estadio Soccer City de Johannesburgo.
Antes del torneo, Sudáfrica realizó una inversión millonaria para poder estar en condiciones de recibir uno de los eventos deportivos más importantes del planeta. Se pusieron a la venta cerca de dos millones de entradas para asistir a los 64 partidos, que se disputaron en 10 estadios, de los cuales la mitad eran nuevos. Como preparación del evento, el país anfitrión organizó previamente la Copa FIFA Confederaciones 2009 en las ciudades de Puerto Elizabeth, Bloemfontein, Johannesburgo, Pretoria y Rustenburg.
A este Mundial regresaron varias selecciones tras muchos años de ausencia: Corea del Norte, que no participaba desde 1966, Honduras y Nueva Zelanda desde 1982, Argelia desde 1986, Grecia desde 1994 y Chile desde 1998. A estos equipos se unieron Eslovaquia y Serbia, aunque selecciones de estas dos últimas naciones habían participado en anteriores citas mundialistas, pero representando a países hoy desintegrados; Checoslovaquia en caso de la primera, y Yugoslavia y posteriormente Serbia y Montenegro en caso de la segunda.
Durante la primera ronda se marcaron 101 goles, la menor cantidad conseguida durante la fase de grupos desde que los participantes son treinta y dos. Las selecciones de la Conmebol se convirtieron en las principales dominadoras de esa fase, pues pasaron sus cinco equipos a la segunda con solo una derrota en quince partidos jugados. Por otro lado, Europa y África decepcionaron: seis de los trece equipos europeos y solo uno de los seis africanos pasaron a la siguiente fase. Entre los eliminados destacaron los dos equipos finalistas del mundial anterior, Italia y Francia, además de Sudáfrica, que se convirtió en la primera selección anfitriona en la historia que no logró pasar a la segunda fase.
En segunda ronda, Sudamérica continuó con su racha y se clasificó un equipo en cada partido, pero en los cuartos de final solo sobrevivió Uruguay, que pasó a las semifinales junto a tres europeos: Alemania, España y Países Bajos. España consiguió así su primera participación en semifinales, teniendo en cuenta que en 1950, a pesar de finalizar en la cuarta posición, la última instancia consistió en una liguilla. Finalmente, a pesar de que cinco de los diez primeros clasificados pertenecen a la Confederación Sudamericana, los tres ocupantes del podio fueron selecciones provenientes de la Unión de Asociaciones Europeas.
Todo el torneo estuvo marcado por importantes errores arbitrales que influyeron en el desarrollo de varios partidos, incluidas una semifinal y la propia final.
Tras la consagración de España ante los Países Bajos, este Mundial fue el primero jugado fuera de Europa en el que se proclamó campeón un equipo de dicho continente. Además, fue la primera vez desde 1998 en que ganó un equipo sin copas mundiales anteriores en su palmarés y la primera vez desde 1978 en que dos equipos sin copas mundiales se enfrentaron en la final. También fue la primera vez desde 1962 en que Europa y Sudamérica no se alternan el campeón mundial, ya que en la edición anterior el campeón también fue europeo (Italia). Como campeones del mundo, España participó en la Copa FIFA Confederaciones 2013.

## Antecedentes y elección

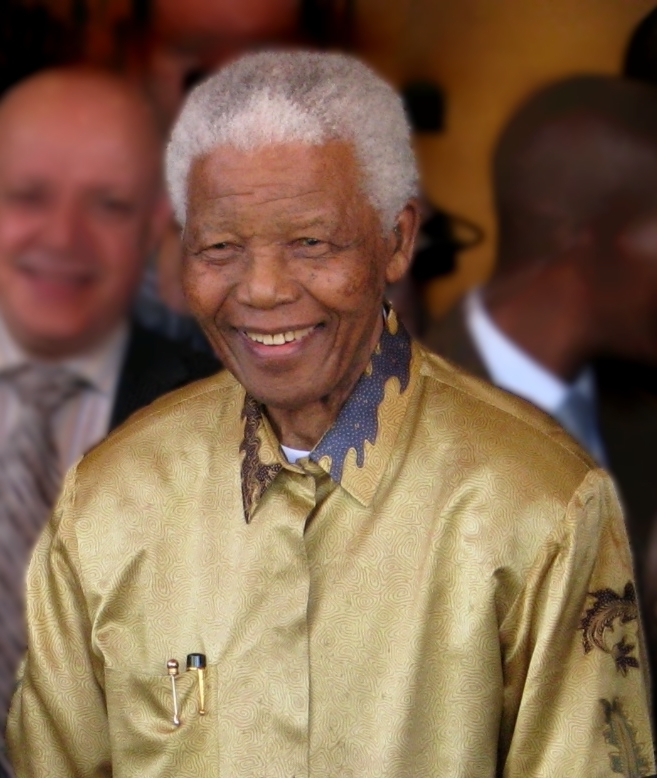
Nelson Mandela fue uno de los principales promotores de la candidatura de Sudáfrica.

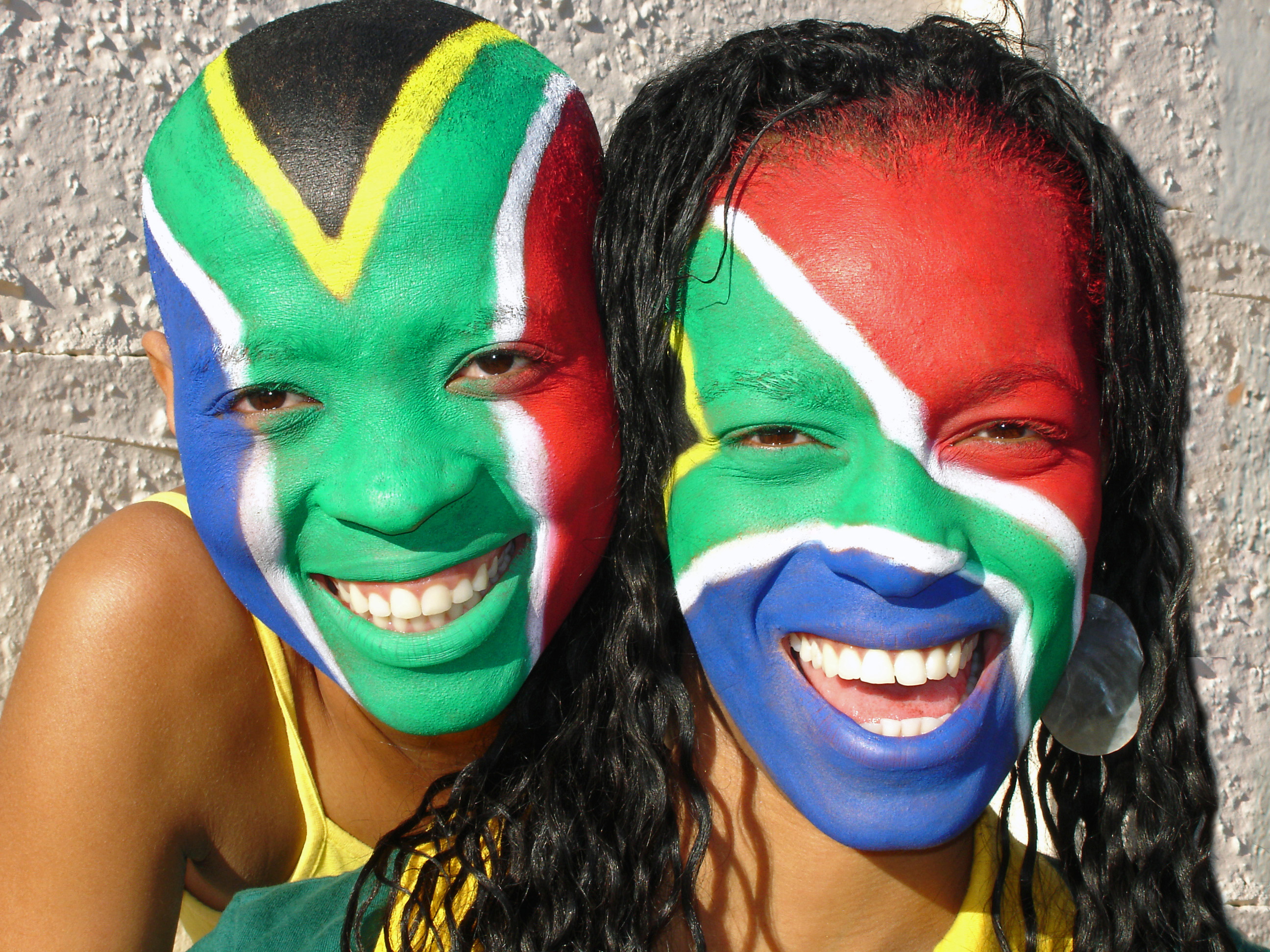
Sudafricanos celebrando la realización de la Copa Mundial en su país.

Desde los años 1980 comenzó a crecer la idea de la realización de una Copa Mundial en África apoyado por su gente, en respuesta al crecimiento y desarrollo del fútbol en dicho continente y que se reflejaba en el progreso de las selecciones del mismo en diversos torneos internacionales. Hasta la edición de 2002, disputada en Asia, Europa y América habían organizado exclusivamente el torneo desde su creación en 1930.
Para la elección de la sede de la Copa Mundial de Fútbol de 1994, Marruecos fue el primer país africano en intentar conseguir la sede mundialista y estuvo a tres votos de derrotar al ganador, Estados Unidos. Posteriormente volvió a presentar candidaturas para las Copas de 1998 y 2006, sin lograr resultados exitosos. En esta última elección, Sudáfrica presentó su candidatura con el respaldo del presidente de la FIFA, Joseph Blatter, quien desde el inicio de su gestión apoyó la iniciativa de un mundial en África, pero los esfuerzos fueron en vano: Alemania, que desde un principio ofrecía en su candidatura una organización más segura y fuerte, se adjudicó el evento en una reñida y polémica votación con tan solo un voto de diferencia.

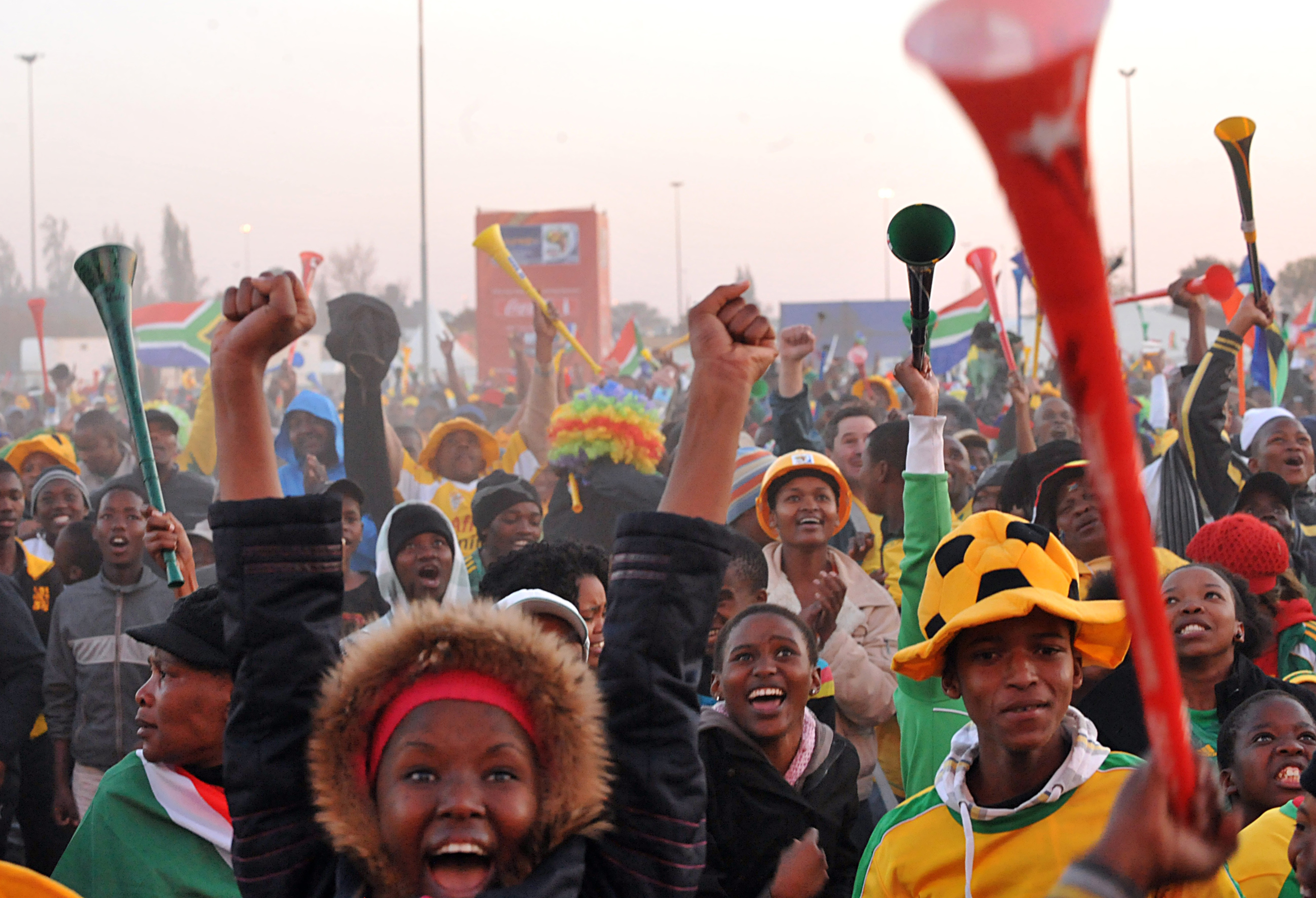
Grupo de sudafricanos tocando las vuvuzelas.

A pesar de esta dolorosa derrota para Sudáfrica, Joseph Blatter anunció en 2001 que la Copa Mundial de Fútbol de 2010 sería para África, uno de los grandes continentes que nunca había organizado el campeonato. Para esto, los dirigentes de la FIFA decidieron establecer un criterio de «rotación continental» que permitiera asegurar que el certamen siguiente se disputaría en dicho continente. El organismo del fútbol mundial solamente permitió candidaturas africanas y seis países manifestaron sus intenciones.
Junto a Sudáfrica y Marruecos, candidatas en elecciones anteriores, se presentaron Egipto, Libia, Nigeria y Túnez. Nigeria abandonó la carrera en un comienzo sin presentar su candidatura oficialmente ante la FIFA. Libia, por su parte, advirtió que en caso de ser elegida y que Israel obtuviera su calificación no permitiría que este equipo pudiese participar en el torneo y quedó por tanto descalificada; a pesar de ello, persistió con su candidatura hasta la presentación final. La FIFA desestimó la posibilidad de realizar un mundial en conjunto entre dos naciones, por lo que Túnez, que pensaba en una asociación con los libios, se retiró días antes de la votación.
Tres candidaturas quedaron con posibilidades reales; sin embargo, la pelea era principalmente entre Sudáfrica y Marruecos. Los marroquíes se presentaban como un puente entre Occidente y el mundo musulmán y una alternativa cercana a Europa, mientras los sudafricanos basaban su postulación en su desarrollo económico y su experiencia en realización de eventos deportivos (como la Copa Mundial de Rugby y la de críquet). El 15 de mayo de 2004 se realizó la elección en la ciudad suiza de Zúrich. Marruecos contó con el apoyo de Bélgica, España, Francia, Catar, Tailandia, Turquía y los cuatro votos de la Confederación Africana de Fútbol, pero esos diez votos fueron insuficientes para contrarrestar los catorce votos de los otros representantes latinoamericanos que votaron por Sudáfrica; Egipto no recibió ninguno. La victoria sudafricana se vio sellada con Nelson Mandela, principal figura de la candidatura, levantando el trofeo de la Copa Mundial.
El 7 de junio de 2015 el periódico inglés The Sunday Times publicó un reportaje en el que reveló que realmente Marruecos ganó el proceso de asignación del Mundial de 2010, pero Sudáfrica había pagado sobornos para alterar el resultado final. Esta habría sido la forma en la cual los sudafricanos obtuvieron el derecho a realizar la Copa del Mundo.

## Organización
Tras la elección del país como sede, comenzaron los preparativos para la organización del evento. Las principales inversiones, cubiertas principalmente por el superávit impositivo, corresponden a la infraestructura tanto deportiva como de transporte y la reducción de las cifras de criminalidad. Así, se destinaron originalmente más de 8400 millones de rand (aproximadamente, 1100 millones de dólares) a la remodelación y construcción de los estadios mundialistas, cuyas obras se iniciaron en enero de 2007 tras la demolición de antiguos recintos. La cifra, sin embargo, era equivalente a 3,5 veces lo presupuestado durante la presentación de la candidatura. Adicionalmente, el gobierno anunció que la policía nacional contaría para 2010 con 10 000 efectivos más que en esa fecha.
Con el paso de los meses, el desarrollo de los preparativos se puso en tela de juicio y comenzaron a surgir rumores sobre un posible traslado de la sede del torneo debido a los retrasos existentes. Franz Beckenbauer, presidente del Comité Organizador de la Copa Mundial de Fútbol de 2006, manifestó públicamente su preocupación por el estado de avance de las obras. Sin embargo, la FIFA ratificó que la sede no se cambiaría y que solo se evaluaría ante un desastre natural de gran magnitud. Pero el 29 de junio de 2008 el presidente de la FIFA, el suizo Joseph Blatter, dijo tener un Plan B esto en caso de que el país africano tuviera problemas en la organización, aunque ratificó a Sudáfrica como sede para la Copa Mundial de Fútbol de 2010. Días después, se especularon los nombres de posibles organizadores en caso de que Sudáfrica no pudiera ser anfitriona del mundial del 2010. Sonaron bastante fuerte Australia, España y Estados Unidos debido a que el Estadio Nelson Mandela Bay de Puerto Elizabeth no estaría a tiempo para la Copa FIFA Confederaciones 2009. El 17 de julio apareció en distintos medios de comunicación que Brasil podría adelantar su sede de 2014 y realizar el mundial en 2010 y Sudáfrica pasaría a organizar el mundial en 2014.
En cualquier caso, el Mundial finalmente se disputó en Sudáfrica como estaba previsto, tal y como aseguró Joseph Blatter el 15 de diciembre de 2008. No solo confirmó que el campeonato se celebraría allí y que se había descartado de manera oficial cualquier alternativa, sino que expresó públicamente la satisfacción que le producía que se realice este torneo por primera vez en África.

### Sedes
En 2005, los organizadores del evento anunciaron una lista previa de 13 sedes para el evento: Johannesburgo y Pretoria presentaron dos, mientras que Bloemfontein, Ciudad del Cabo, Durban, Kimberley, Nelspruit, Orkney, Polokwane, Puerto Elizabeth y Rustenburg, una. La lista se redujo a las 10 sedes definitivas y la FIFA la anunció el 10 de marzo de 2006. Se remodelaron cinco estadios, incluido el Soccer City (sede de los partidos de apertura y de clausura), dos estadios se demolieron y se reconstruyeron y los tres restantes eran estadios totalmente nuevos.
| Ciudad del Cabo                | Polokwane                  | Johannesburgo Rustenburg Bloemfontein Pretoria Durban Ciudad del Cabo Nelspruit Polokwane Puerto Elizabeth | Bloemfontein           |
| Estadio Green Point (8)        | Estadio Peter Mokaba (4)   | Johannesburgo Rustenburg Bloemfontein Pretoria Durban Ciudad del Cabo Nelspruit Polokwane Puerto Elizabeth | Estadio Free State (6) |
| Capacidad: 64 100              | Capacidad: 41 733          | Johannesburgo Rustenburg Bloemfontein Pretoria Durban Ciudad del Cabo Nelspruit Polokwane Puerto Elizabeth | Capacidad: 40 911      |
|                                |                            | Johannesburgo Rustenburg Bloemfontein Pretoria Durban Ciudad del Cabo Nelspruit Polokwane Puerto Elizabeth |                        |
| Puerto Elizabeth               | Durban                     | Johannesburgo Rustenburg Bloemfontein Pretoria Durban Ciudad del Cabo Nelspruit Polokwane Puerto Elizabeth | Nelspruit              |
| Estadio Nelson Mandela Bay (8) | Estadio Moses Mabhida (7)  | Johannesburgo Rustenburg Bloemfontein Pretoria Durban Ciudad del Cabo Nelspruit Polokwane Puerto Elizabeth | Estadio Mbombela (4)   |
| Capacidad: 42 486              | Capacidad: 62 760          | Johannesburgo Rustenburg Bloemfontein Pretoria Durban Ciudad del Cabo Nelspruit Polokwane Puerto Elizabeth | Capacidad: 40 929      |
|                                |                            | Johannesburgo Rustenburg Bloemfontein Pretoria Durban Ciudad del Cabo Nelspruit Polokwane Puerto Elizabeth |                        |
| Pretoria                       | Rustenburg                 | Johannesburgo                                                                                              | Johannesburgo          |
| Estadio Loftus Versfeld (6)    | Estadio Royal Bafokeng (6) | Estadio Soccer City (8)                                                                                    | Estadio Ellis Park (7) |
| Capacidad: 42 762              | Capacidad: 38 646          | Capacidad: 84 490                                                                                          | Capacidad: 55 686      |
|                                |                            | |                        |

### Campamentos
| Equipo          | Ciudad        | Provincia       | Equipo        | Ciudad           | Provincia       |
| --------------- | ------------- | --------------- | ------------- | ---------------- | --------------- |
| Alemania        | Centurion     | Gauteng         | Ghana         | Gauteng          | Gauteng         |
| Argelia         | Durban        | KwaZulu-Natal   | Grecia        | Durban           | KwaZulu-Natal   |
| Argentina       | Pretoria      | Gauteng         | Honduras      | Johannesburgo    | Gauteng         |
| Australia       | Muldersdrift  | Gauteng         | Inglaterra    | Rustenburgo      | Noroeste        |
| Brasil          | Johannesburgo | Gauteng         | Italia        | Centurion        | Gauteng         |
| Camerún         | Durban        | KwaZulu-Natal   | Japón         | George           | Cabo Occidental |
| Chile           | Nelspruit     | Mpumalanga      | México        | Johannesburgo    | Gauteng         |
| Corea del Norte | Johannesburgo | Gauteng         | Nigeria       | Durban           | KwaZulu-Natal   |
| Corea del Sur   | Rustenburgo   | Noroeste        | Nueva Zelanda | Johannesburgo    | Gauteng         |
| Costa de Marfil | Durban        | KwaZulu-Natal   | Países Bajos  | Sandton          | Gauteng         |
| Dinamarca       | Knysna        | Cabo Occidental | Paraguay      | Pietermaritzburg | KwaZulu-Natal   |
| Eslovaquia      | Pretoria      | Gauteng         | Portugal      | Magaliesburg     | Gauteng         |
| Eslovenia       | Johannesburgo | Gauteng         | Serbia        | Johannesburgo    | Gauteng         |
| España          | Potchefstroom | Noroeste        | Sudáfrica     | Sandton          | Gauteng         |
| Estados Unidos  | Pretoria      | Gauteng         | Suiza         | Vanderbijlpark   | Gauteng         |
| Francia         | Knysna        | Cabo Occidental | Uruguay       | Kimberley        | Cabo del Norte  |
| Árbitros        | Pretoria      | Gauteng         |               |                  |                 |

### Lista de árbitros
La FIFA anunció una lista de 30 árbitros, provenientes de las seis confederaciones continentales. El paraguayo Carlos Amarilla debió ser reemplazado de la lista final, ya que un colaborador de este se lesionó durante los exámenes físicos para la Copa Mundial, siendo reemplazado por el uruguayo Martín Vázquez. En tanto, el chileno Pablo Pozo debió ser reemplazado por el guatemalteco Carlos Batres en el partido entre Argelia y Eslovenia, luego de que Pozo se lesionara en una práctica. Finalmente, Batres quedó incorporado a la lista oficial.
| Concacaf - Joel Aguilar - Benito Archundia - Carlos Batres - Marco Rodríguez AFC - Khalil Ibrahim Al Ghamdi - Ravshan Irmatov - Subkhiddin Mohd - Yuichi Nishimura OFC - Michael Hester - Peter O'Leary | CAF - Mohamed Benouza - Koman Coulibaly - Jerome Damon - Eddy Maillet Conmebol - Héctor Baldassi - Martín Vázquez - Jorge Larrionda - Pablo Pozo - Óscar Ruiz - Carlos Simon | UEFA - Olegário Benquerença - Massimo Busacca - Frank De Bleeckere - Martin Hansson - Viktor Kassai - Stéphane Lannoy - Roberto Rosetti - Wolfgang Stark - Alberto Undiano - Howard Webb |

### Reglas
Los 32 equipos que participan en la fase final se dividen en ocho grupos de cuatro equipos cada uno. Dentro de cada grupo se enfrentan una vez entre sí, por el sistema de todos contra todos. Según el resultado de cada partido se otorgan tres puntos al ganador, un punto a cada equipo en caso de empate, y ninguno al perdedor.
Pasan a la siguiente ronda los dos equipos de cada grupo mejor clasificados. El orden de clasificación se determina teniendo en cuenta los siguientes criterios, en orden de preferencia:
1. El mayor número de puntos obtenidos teniendo en cuenta todos los partidos del grupo
2. La mayor diferencia de goles teniendo en cuenta todos los partidos del grupo
3. El mayor número de goles a favor anotados teniendo en cuenta todos los partidos del grupo

Si dos o más equipos quedan igualados según las pautas anteriores, sus posiciones se determinarán mediante los siguientes criterios, en orden de preferencia:
1. El mayor número de puntos obtenidos en los partidos entre los equipos en cuestión
2. La diferencia de goles teniendo en cuenta los partidos entre los equipos en cuestión
3. El mayor número de goles a favor anotados por cada equipo en los partidos disputados entre los equipos en cuestión
4. Sorteo del comité organizador de la Copa Mundial

La segunda ronda incluye todas las fases desde los octavos de final hasta la final. Mediante el sistema de eliminación directa se clasifican los cuatro semifinalistas. Los equipos perdedores de las semifinales juegan un partido por el tercer y cuarto puesto, mientras que los ganadores disputan el partido final, donde el vencedor obtiene la Copa Mundial.
Si después de los 90 minutos de juego el partido se encuentra empatado se juega un tiempo suplementario de dos etapas de 15 minutos cada una. Si el resultado sigue empatado tras esta prórroga, el partido se define por el procedimiento de tiros desde el punto penal.

## Equipos participantes

Países participantes en el torneo:
Países clasificados a la fase final.
Países eliminados durante el proceso de clasificación.
Países o entidades no participantes.

En total fueron 204 equipos de las 208 federaciones miembros de la FIFA los que se inscribieron para participar en el torneo. De ellos, 32 participaron en la fase final. Las clasificatorias para la Copa Mundial se realizaron entre el 5 de septiembre de 2007 y fines de 2009.
El país anfitrión, Sudáfrica, fue el único país clasificado automáticamente gracias a su derecho de organizador. Los 31 cupos restantes se repartieron entre las 6 confederaciones internacionales, que disputaron distintos torneos clasificatorios: 13 cupos para la UEFA, 5 para la CAF, 4 para la Conmebol, 4 para la AFC y 3 para la Concacaf. Los dos cupos restantes se definieron por play offs entre un representante de la Conmebol contra uno de la Concacaf y entre uno de la AFC contra el ganador del torneo de la OFC.
En cursiva, países debutantes en la Copa Mundial de Fútbol.
| Clasificatorias | Clasificatorias | Clasificatorias | Clasificatorias | Clasificatorias | Clasificatorias |
| --------------- | --------------- | --------------- | --------------- | --------------- | --------------- |
| CAF             | AFC             | UEFA            | Concacaf        | OFC             | Conmebol        |

| Equipos participantes | Equipos participantes | Equipos participantes | Equipos participantes |
| --------------------- | --------------------- | --------------------- | --------------------- |
| Alemania              | Corea del Sur         | Ghana                 | Nueva Zelanda         |
| Argelia               | Costa de Marfil       | Grecia                | Países Bajos          |
| Argentina             | Dinamarca             | Honduras              | Paraguay              |
| Australia             | Eslovaquia            | Inglaterra            | Portugal              |
| Brasil                | Eslovenia             | Italia                | Serbia                |
| Camerún               | España                | Japón                 | Sudáfrica             |
| Chile                 | Estados Unidos        | México                | Suiza                 |
| Corea del Norte       | Francia               | Nigeria               | Uruguay               |

### Seleccionadores nacionales
Entre paréntesis la selección que entrenó el seleccionador.
| Seleccionadores nacionales     | Seleccionadores nacionales            | Seleccionadores nacionales | Seleccionadores nacionales          |
| ------------------------------ | ------------------------------------- | -------------------------- | ----------------------------------- |
| Joachim Löw (Alemania)         | Huh Jung-moo (Corea del Sur)          | Milovan Rajevac (Ghana)    | Ricki Herbert (Nueva Zelanda)       |
| Rabah Saâdane (Argelia)        | Sven-Göran Eriksson (Costa de Marfil) | Otto Rehhagel (Grecia)     | Bert Van Marwijk (Países Bajos)     |
| Diego Maradona (Argentina)     | Morten Olsen (Dinamarca)              | Reinaldo Rueda (Honduras)  | Gerardo Martino (Paraguay)          |
| Pim Verbeek (Australia)        | Vladimír Weiss (Eslovaquia)           | Fabio Capello (Inglaterra) | Carlos Queiroz (Portugal)           |
| Dunga (Brasil)                 | Matjaž Kek (Eslovenia)                | Marcello Lippi (Italia)    | Radomir Antić (Serbia)              |
| Paul Le Guen (Camerún)         | Vicente Del Bosque (España)           | Takeshi Okada (Japón)      | Carlos Alberto Parreira (Sudáfrica) |
| Marcelo Bielsa (Chile)         | Bob Bradley (Estados Unidos)          | Javier Aguirre (Mexico)    | Ottmar Hitzfeld (Suiza)             |
| Kim Jong-hun (Corea del Norte) | Raymond Domenech (Francia)            | Lars Lagerbäck (Nigeria)   | Óscar Tabárez (Uruguay)             |

### Sorteo
El 25 de noviembre de 2007 se realizó en Durban el sorteo preliminar de la Copa Mundial para definir los sistemas clasificatorios de algunas confederaciones. El sorteo definitivo de los grupos tuvo lugar en Ciudad del Cabo el 4 de diciembre de 2009.
| Bombo 1 Cabezas de serie                                                              | Bombo 2 AFC, CONCACAF y OFC                                                                | Bombo 3 CAF y CONMEBOL                                               | Bombo 4 UEFA                                                        |
| ------------------------------------------------------------------------------------- | ------------------------------------------------------------------------------------------ | -------------------------------------------------------------------- | ------------------------------------------------------------------- |
| Sudáfrica (Anfitrión) Alemania Argentina Brasil España Inglaterra Italia Países Bajos | Australia Corea del Norte Corea del Sur Japón Estados Unidos Honduras México Nueva Zelanda | Argelia Camerún Costa de Marfil Ghana Nigeria Chile Paraguay Uruguay | Dinamarca Eslovaquia Eslovenia Francia Grecia Portugal Serbia Suiza |

## Primera fase
- Los horarios corresponden a la hora de Sudáfrica (CEST; UTC +2)

### Grupo A

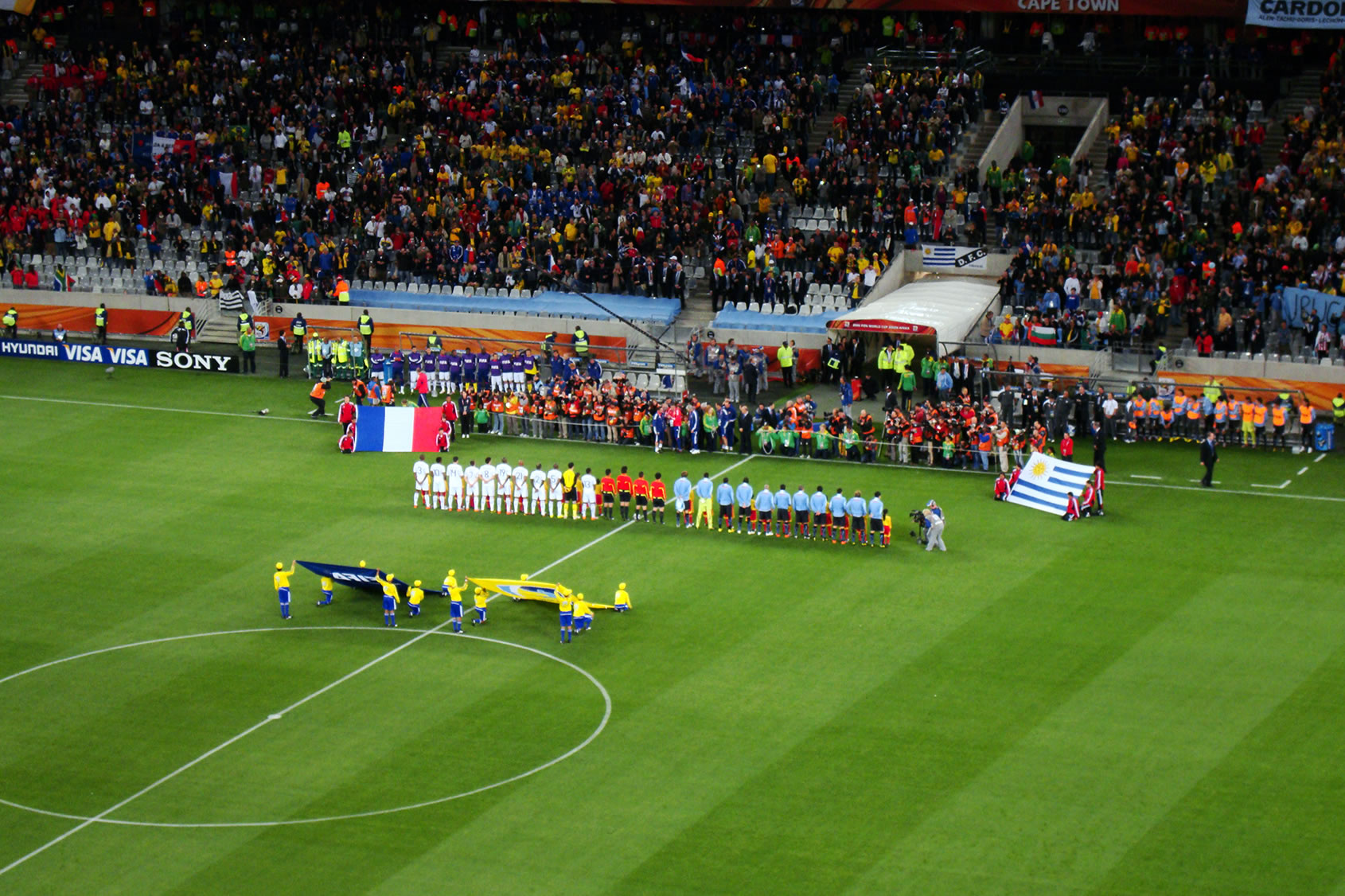
Ceremonia de inicio del partido entre Uruguay y Francia, que acabaría con un empate sin goles.

| Selección | Pts. | PJ | PG | PE | PP | GF | GC | Dif. |
| --------- | ---- | -- | -- | -- | -- | -- | -- | ---- |
| Uruguay   | 7    | 3  | 2  | 1  | 0  | 4  | 0  | 4    |
| México    | 4    | 3  | 1  | 1  | 1  | 3  | 2  | 1    |
| Sudáfrica | 4    | 3  | 1  | 1  | 1  | 3  | 5  | –2   |
| Francia   | 1    | 3  | 0  | 1  | 2  | 1  | 4  | –3   |

| 11 de junio de 2010, 16:00 | Sudáfrica      | 1:1 (0:0) | México      | Soccer City, Johannesburgo                                  |                                                             |
|                            | Tshabalala 55' | Reporte   | Márquez 79' | Asistencia: 84 490 espectadores Árbitro(s): Ravshan Irmatov | Asistencia: 84 490 espectadores Árbitro(s): Ravshan Irmatov |

| 11 de junio de 2010, 20:30 | Uruguay | 0:0     | Francia | Green Point, Ciudad del Cabo                                 |                                                              |
|                            |         | Reporte |         | Asistencia: 64 100 espectadores Árbitro(s): Yūichi Nishimura | Asistencia: 64 100 espectadores Árbitro(s): Yūichi Nishimura |

| 16 de junio de 2010, 20:30 | Sudáfrica | 0:3 (0:1) | Uruguay                                   | Loftus Versfeld, Pretoria                                   |                                                             |
|                            |           | Reporte   | Forlán 24', 80' (pen.) · Á. Pereira 90+5' | Asistencia: 42 658 espectadores Árbitro(s): Massimo Busacca | Asistencia: 42 658 espectadores Árbitro(s): Massimo Busacca |

| 17 de junio de 2010, 20:30 | Francia | 0:2 (0:0) | México                            | Peter Mokaba, Polokwane                                      |                                                              |
|                            |         | Reporte   | Hernández 64' · Blanco 79' (pen.) | Asistencia: 35 370 espectadores Árbitro(s): Khalil Al Ghamdi | Asistencia: 35 370 espectadores Árbitro(s): Khalil Al Ghamdi |

| 22 de junio de 2010, 16:00 | México | 0:1 (0:1) | Uruguay    | Royal Bafokeng, Rustenburg                                |                                                           |
|                            |        | Reporte   | Suárez 43' | Asistencia: 33 425 espectadores Árbitro(s): Viktor Kassai | Asistencia: 33 425 espectadores Árbitro(s): Viktor Kassai |

| 22 de junio de 2010, 16:00                                                              | Francia     | 1:2 (0:2) | Sudáfrica                | Free State, Bloemfontein                               |                                                        |
|                                                                                         | Malouda 70' | Reporte   | Khumalo 20' · Mphela 37' | Asistencia: 39 415 espectadores Árbitro(s): Óscar Ruiz | Asistencia: 39 415 espectadores Árbitro(s): Óscar Ruiz |
| Sudáfrica se convierte en el primer país anfitrión en quedarse fuera en fase de grupos. |             |           |                          |                                                        |                                                        |

### Grupo B

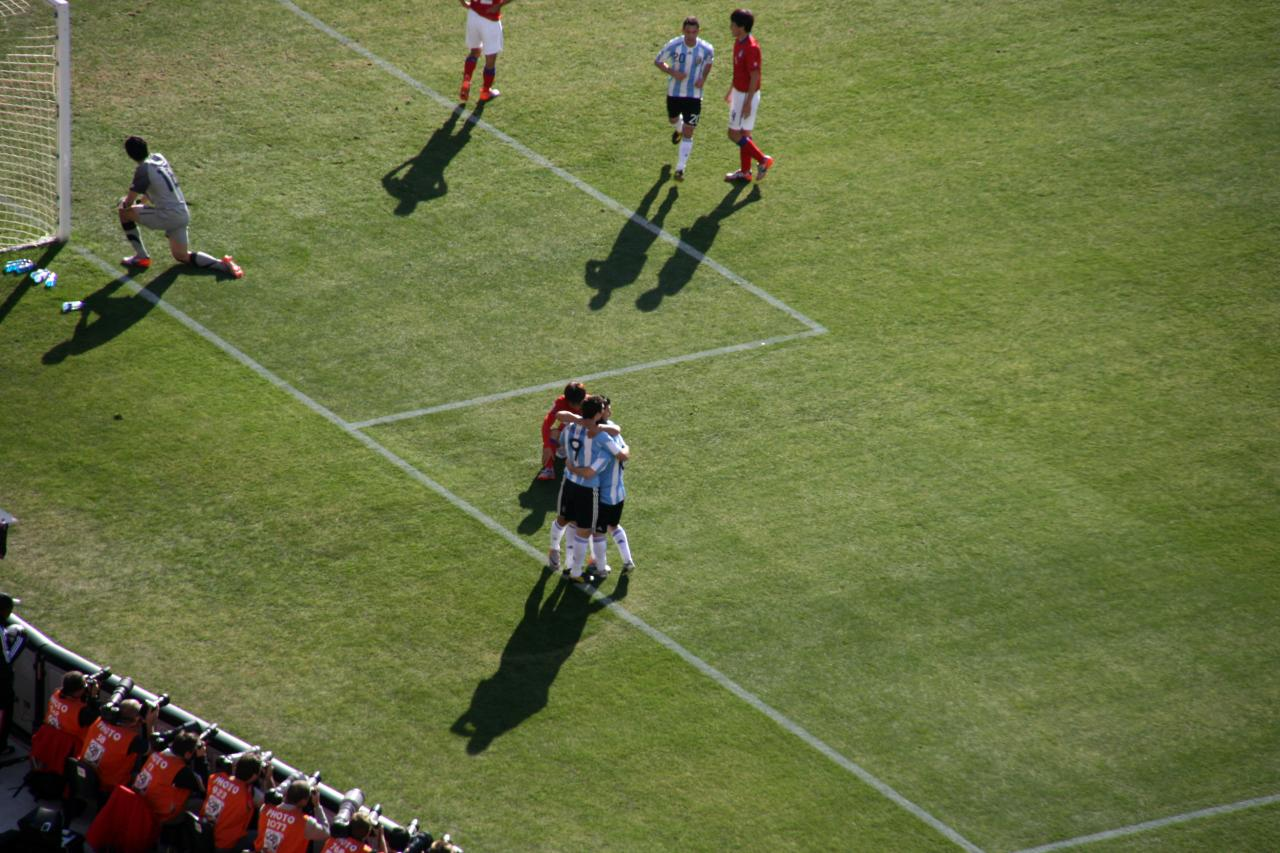
Argentina celebra el cuarto gol en el partido contra Corea del Sur en el Estadio Soccer City de Johannesburgo.

| Selección     | Pts. | PJ | PG | PE | PP | GF | GC | Dif. |
| ------------- | ---- | -- | -- | -- | -- | -- | -- | ---- |
| Argentina     | 9    | 3  | 3  | 0  | 0  | 7  | 1  | 6    |
| Corea del Sur | 4    | 3  | 1  | 1  | 1  | 5  | 6  | –1   |
| Grecia        | 3    | 3  | 1  | 0  | 2  | 2  | 5  | –3   |
| Nigeria       | 1    | 3  | 0  | 1  | 2  | 3  | 5  | –2   |

| 12 de junio de 2010, 13:30 | Corea del Sur               | 2:0 (1:0) | Grecia | Nelson Mandela Bay, Puerto Elizabeth                       |                                                            |
|                            | J.S. Lee 7' · J.S. Park 52' | Reporte   |        | Asistencia: 31 513 espectadores Árbitro(s): Michael Hester | Asistencia: 31 513 espectadores Árbitro(s): Michael Hester |

| 12 de junio de 2010, 16:00 | Argentina | 1:0 (1:0) | Nigeria | Ellis Park, Johannesburgo                                  |                                                            |
|                            | Heinze 6' | Reporte   |         | Asistencia: 55 686 espectadores Árbitro(s): Wolfgang Stark | Asistencia: 55 686 espectadores Árbitro(s): Wolfgang Stark |

| 17 de junio de 2010, 13:30 | Argentina                                    | 4:1 (2:1) | Corea del Sur  | Soccer City, Johannesburgo                                     |                                                                |
|                            | C.Y. Park 17' (a.g.) · Higuaín 33', 76', 80' | Reporte   | C.Y. Lee 45+1' | Asistencia: 82 174 espectadores Árbitro(s): Frank de Bleeckere | Asistencia: 82 174 espectadores Árbitro(s): Frank de Bleeckere |

| 17 de junio de 2010, 16:00                                                                                             | Grecia                          | 2:1 (1:1) | Nigeria  | Free State, Bloemfontein                               |                                                        |
| | Salpingidis 44' · Torosidis 71' | Reporte   | Uche 16' | Asistencia: 31 593 espectadores Árbitro(s): Óscar Ruiz | Asistencia: 31 593 espectadores Árbitro(s): Óscar Ruiz |
| Dimitris Salpingidis anota el primer gol de Grecia y además es la Primera Victoria del conjunto helénico en Mundiales. |                                 |           |          |                                                        |                                                        |

| 22 de junio de 2010, 20:30 | Grecia | 0:2 (0:0) | Argentina                    | Peter Mokaba, Polokwane                                     |                                                             |
|                            |        | Reporte   | Demichelis 77' · Palermo 89' | Asistencia: 38 891 espectadores Árbitro(s): Ravshan Irmatov | Asistencia: 38 891 espectadores Árbitro(s): Ravshan Irmatov |

| 22 de junio de 2010, 20:30 | Nigeria                      | 2:2 (1:1) | Corea del Sur                | Moses Mabhida, Durban                                            |                                                                  |
|                            | Uche 12' · Yakubu 69' (pen.) | Reporte   | J.S. Lee 38' · C.Y. Park 49' | Asistencia: 61 874 espectadores Árbitro(s): Olegário Benquerença | Asistencia: 61 874 espectadores Árbitro(s): Olegário Benquerença |

### Grupo C

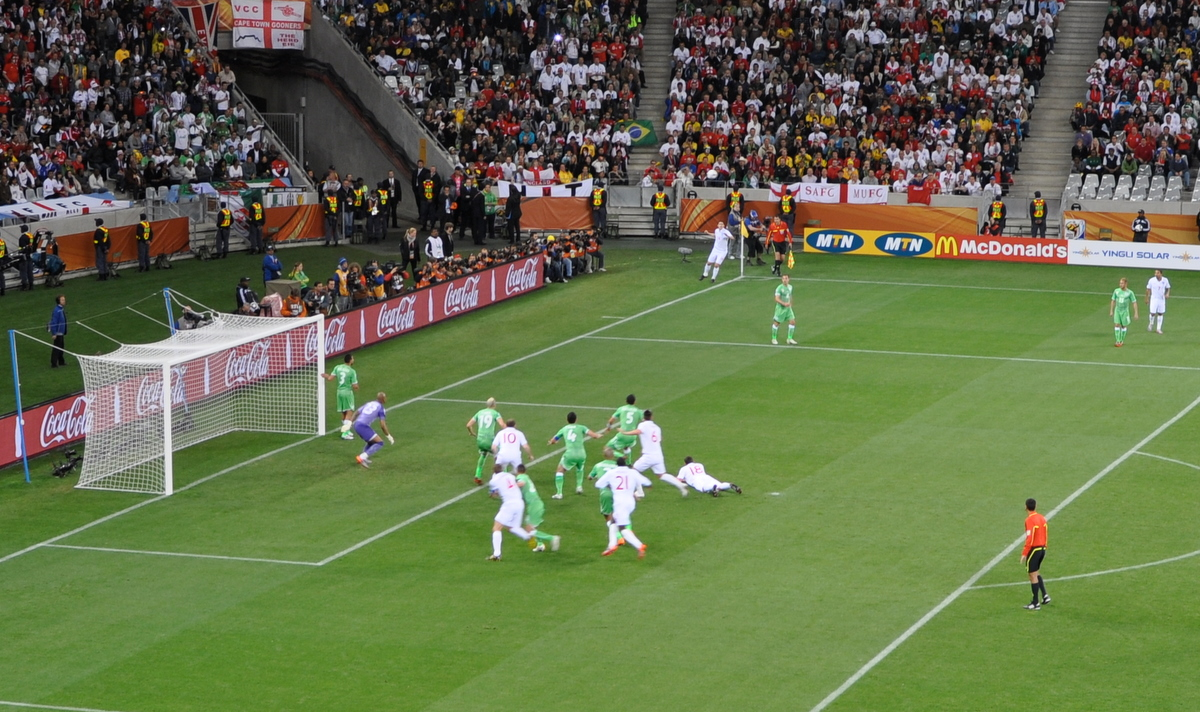
Partido disputado entre Inglaterra y Argelia, que acabó con un empate a cero como resultado final.

| Selección      | Pts. | PJ | PG | PE | PP | GF | GC | Dif. |
| -------------- | ---- | -- | -- | -- | -- | -- | -- | ---- |
| Estados Unidos | 5    | 3  | 1  | 2  | 0  | 4  | 3  | 1    |
| Inglaterra     | 5    | 3  | 1  | 2  | 0  | 2  | 1  | 1    |
| Eslovenia      | 4    | 3  | 1  | 1  | 1  | 3  | 3  | 0    |
| Argelia        | 1    | 3  | 0  | 1  | 2  | 0  | 2  | –2   |

| 12 de junio de 2010, 20:30 | Inglaterra | 1:1 (1:1) | Estados Unidos | Royal Bafokeng, Rustenburg                               |                                                          |
|                            | Gerrard 4' | Reporte   | Dempsey 40'    | Asistencia: 38 646 espectadores Árbitro(s): Carlos Simon | Asistencia: 38 646 espectadores Árbitro(s): Carlos Simon |

| 13 de junio de 2010, 13:30                  | Argelia | 0:1 (0:0) | Eslovenia | Peter Mokaba, Polokwane                                   |                                                           |
|                                             |         | Reporte   | Koren 79' | Asistencia: 30 325 espectadores Árbitro(s): Carlos Batres | Asistencia: 30 325 espectadores Árbitro(s): Carlos Batres |
| Primera victoria de Eslovenia en Mundiales. |         |           |           |                                                           |                                                           |

| 18 de junio de 2010, 16:00 | Eslovenia                   | 2:2 (2:0) | Estados Unidos            | Ellis Park, Johannesburgo                                   |                                                             |
|                            | Birsa 13' · Ljubijankič 42' | Reporte   | Donovan 48' · Bradley 82' | Asistencia: 45 573 espectadores Árbitro(s): Koman Coulibaly | Asistencia: 45 573 espectadores Árbitro(s): Koman Coulibaly |

| 18 de junio de 2010, 20:30 | Inglaterra | 0:0     | Argelia | Green Point, Ciudad del Cabo                                |                                                             |
|                            |            | Reporte |         | Asistencia: 64 100 espectadores Árbitro(s): Ravshan Irmatov | Asistencia: 64 100 espectadores Árbitro(s): Ravshan Irmatov |

| 23 de junio de 2010, 16:00 | Eslovenia | 0:1 (0:1) | Inglaterra | Nelson Mandela Bay, Puerto Elizabeth                       |                                                            |
|                            |           | Reporte   | Defoe 23'  | Asistencia: 36 893 espectadores Árbitro(s): Wolfgang Stark | Asistencia: 36 893 espectadores Árbitro(s): Wolfgang Stark |

| 23 de junio de 2010, 16:00 | Estados Unidos | 1:0 (0:0) | Argelia | Loftus Versfeld, Pretoria                                      |                                                                |
|                            | Donovan 90+1'  | Reporte   |         | Asistencia: 35 827 espectadores Árbitro(s): Frank de Bleeckere | Asistencia: 35 827 espectadores Árbitro(s): Frank de Bleeckere |

### Grupo D

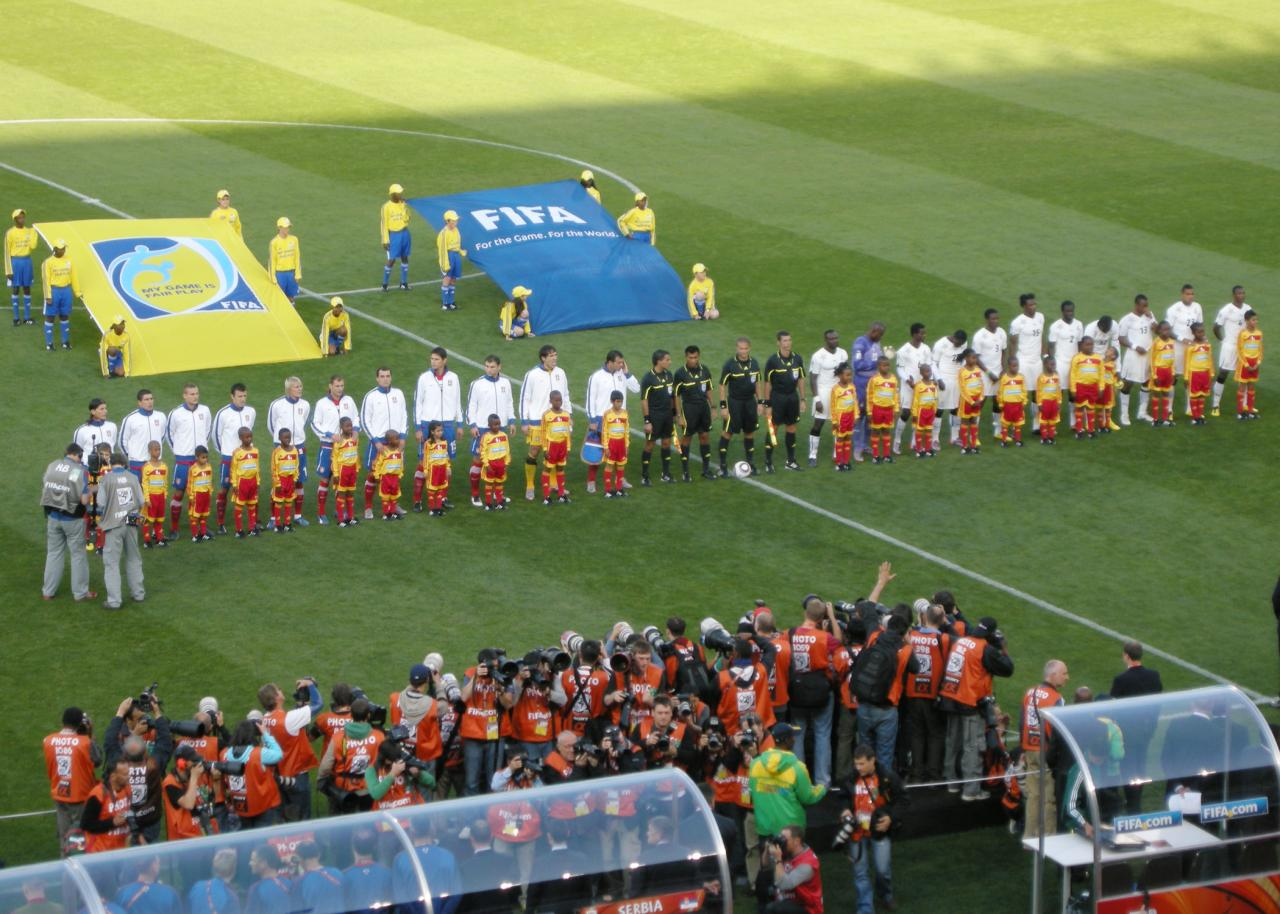
Ceremonia de inicio del partido Serbia - Ghana, que acabaría con un 0 a 1 a favor de los ghaneses, siendo la primera victoria africana durante el campeonato.

| Selección | Pts. | PJ | PG | PE | PP | GF | GC | Dif. |
| --------- | ---- | -- | -- | -- | -- | -- | -- | ---- |
| Alemania  | 6    | 3  | 2  | 0  | 1  | 5  | 1  | 4    |
| Ghana     | 4    | 3  | 1  | 1  | 1  | 2  | 2  | 0    |
| Australia | 4    | 3  | 1  | 1  | 1  | 3  | 6  | –3   |
| Serbia    | 3    | 3  | 1  | 0  | 2  | 2  | 3  | –1   |

| 13 de junio de 2010, 16:00 | Serbia | 0:1 (0:0) | Ghana           | Loftus Versfeld, Pretoria                                   |                                                             |
|                            |        | Reporte   | Gyan 85' (pen.) | Asistencia: 38 833 espectadores Árbitro(s): Héctor Baldassi | Asistencia: 38 833 espectadores Árbitro(s): Héctor Baldassi |

| 13 de junio de 2010, 20:30                          | Alemania                                         | 4:0 (2:0) | Australia | Moses Mabhida, Durban                                       |                                                             |
|                                                     | Podolski 8' · Klose 26' · Müller 68' · Cacau 70' | Reporte   |           | Asistencia: 62 660 espectadores Árbitro(s): Marco Rodríguez | Asistencia: 62 660 espectadores Árbitro(s): Marco Rodríguez |
| Primer partido de Australia como miembro de la AFC. |                                                  |           |           |                                                             |                                                             |

| 18 de junio de 2010, 13:30 | Alemania | 0:1 (0:1) | Serbia        | Nelson Mandela Bay, Puerto Elizabeth                        |                                                             |
|                            |          | Reporte   | Jovanović 38' | Asistencia: 38 294 espectadores Árbitro(s): Alberto Undiano | Asistencia: 38 294 espectadores Árbitro(s): Alberto Undiano |

| 19 de junio de 2010, 16:00 | Ghana           | 1:1 (1:1) | Australia  | Royal Bafokeng, Rustenburg                                  |                                                             |
|                            | Gyan 25' (pen.) | Reporte   | Holman 11' | Asistencia: 34 812 espectadores Árbitro(s): Roberto Rosetti | Asistencia: 34 812 espectadores Árbitro(s): Roberto Rosetti |

| 23 de junio de 2010, 20:30 | Ghana | 0:1 (0:0) | Alemania | Soccer City, Johannesburgo                               |                                                          |
| |       | Reporte   | Özil 60' | Asistencia: 83 391 espectadores Árbitro(s): Carlos Simon | Asistencia: 83 391 espectadores Árbitro(s): Carlos Simon |
| Este es el primer partido en una Copa del Mundo en el que dos hermanos se enfrentan jugando para dos países distintos: Jérôme Boateng para Alemania y Kevin-Prince Boateng para Ghana. |       |           |          |                                                          |                                                          |

| 23 de junio de 2010, 20:30 | Australia               | 2:1 (0:0) | Serbia       | Mbombela, Nelspruit                                         |                                                             |
|                            | Cahill 69' · Holman 73' | Reporte   | Pantelić 84' | Asistencia: 37 836 espectadores Árbitro(s): Jorge Larrionda | Asistencia: 37 836 espectadores Árbitro(s): Jorge Larrionda |

### Grupo E

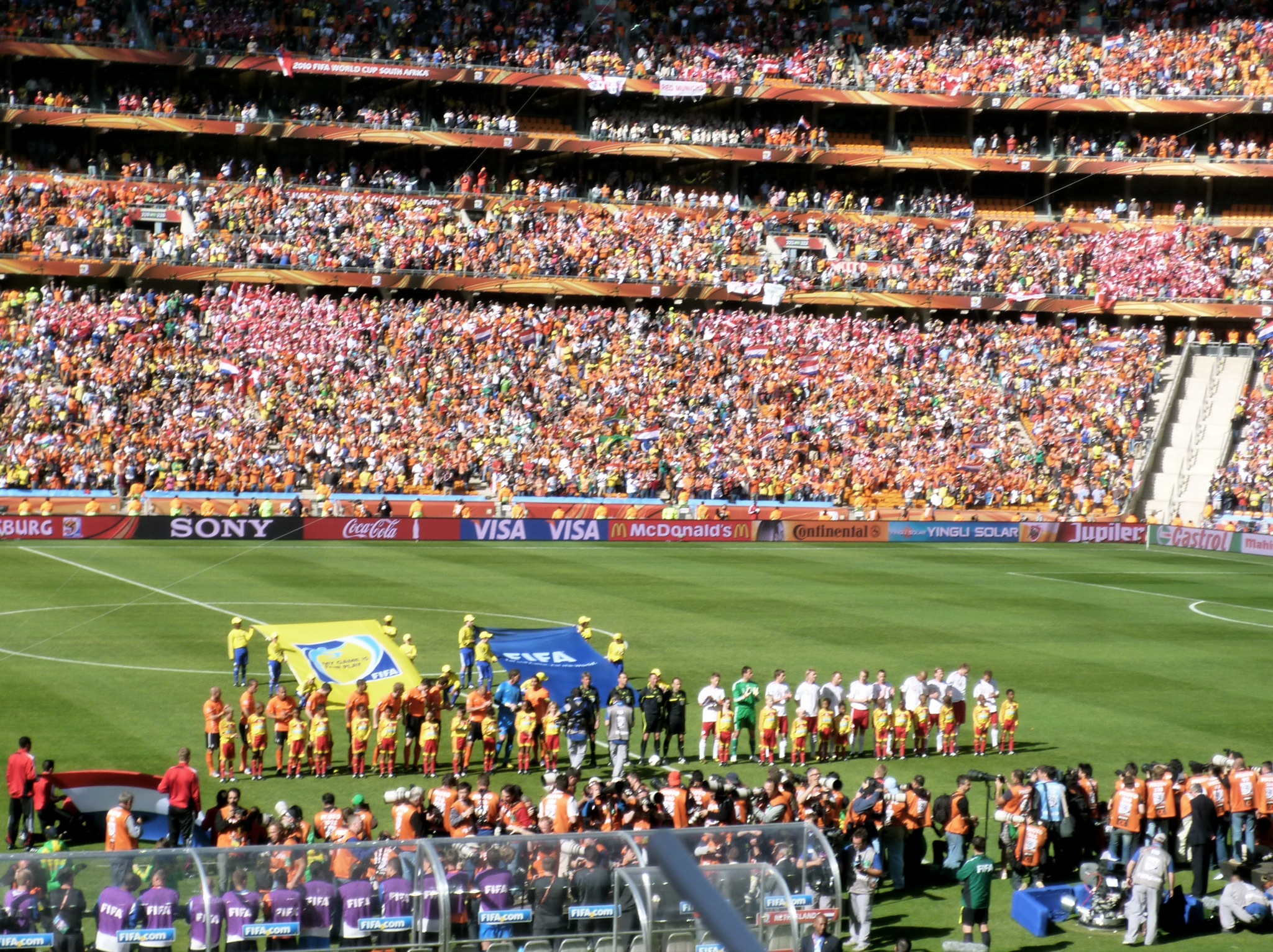
Inicio del partido entre los Países Bajos y Dinamarca, con victoria final por 2 a 0 para los primeros, en la primera jornada del grupo.

| Selección    | Pts. | PJ | PG | PE | PP | GF | GC | Dif. |
| ------------ | ---- | -- | -- | -- | -- | -- | -- | ---- |
| Países Bajos | 9    | 3  | 3  | 0  | 0  | 5  | 1  | 4    |
| Japón        | 6    | 3  | 2  | 0  | 1  | 4  | 2  | 2    |
| Dinamarca    | 3    | 3  | 1  | 0  | 2  | 3  | 6  | –3   |
| Camerún      | 0    | 3  | 0  | 0  | 3  | 2  | 5  | –3   |

| 14 de junio de 2010, 13:30 | Países Bajos                | 2:0 (0:0) | Dinamarca | Soccer City, Johannesburgo                                  |                                                             |
|                            | Agger 46' (a.g.) · Kuyt 85' | Reporte   |           | Asistencia: 83 465 espectadores Árbitro(s): Stéphane Lannoy | Asistencia: 83 465 espectadores Árbitro(s): Stéphane Lannoy |

| 14 de junio de 2010, 16:00 | Japón     | 1:0 (1:0) | Camerún | Free State, Bloemfontein                                         |                                                                  |
|                            | Honda 39' | Reporte   |         | Asistencia: 30 620 espectadores Árbitro(s): Olegário Benquerença | Asistencia: 30 620 espectadores Árbitro(s): Olegário Benquerença |

| 19 de junio de 2010, 13:30 | Países Bajos | 1:0 (0:0) | Japón | Moses Mabhida, Durban                                       |                                                             |
|                            | Sneijder 53' | Reporte   |       | Asistencia: 62 010 espectadores Árbitro(s): Héctor Baldassi | Asistencia: 62 010 espectadores Árbitro(s): Héctor Baldassi |

| 19 de junio de 2010, 20:30 | Camerún   | 1:2 (1:1) | Dinamarca                    | Loftus Versfeld, Pretoria                                   |                                                             |
|                            | Eto'o 10' | Reporte   | Bendtner 33' · Rommedahl 61' | Asistencia: 38 704 espectadores Árbitro(s): Jorge Larrionda | Asistencia: 38 704 espectadores Árbitro(s): Jorge Larrionda |

| 24 de junio de 2010, 20:30 | Dinamarca    | 1:3 (0:2) | Japón                                   | Royal Bafokeng, Rustenburg                               |                                                          |
|                            | Tomasson 81' | Reporte   | Honda 17' (TL) · Endō 30' · Okazaki 87' | Asistencia: 27 967 espectadores Árbitro(s): Jerome Damon | Asistencia: 27 967 espectadores Árbitro(s): Jerome Damon |

| 24 de junio de 2010, 20:30 | Camerún          | 1:2 (0:1) | Países Bajos                   | Green Point, Ciudad del Cabo                           |                                                        |
|                            | Eto'o 65' (pen.) | Reporte   | van Persie 36' · Huntelaar 83' | Asistencia: 63 093 espectadores Árbitro(s): Pablo Pozo | Asistencia: 63 093 espectadores Árbitro(s): Pablo Pozo |

### Grupo F
| Selección     | Pts. | PJ | PG | PE | PP | GF | GC | Dif. |
| ------------- | ---- | -- | -- | -- | -- | -- | -- | ---- |
| Paraguay      | 5    | 3  | 1  | 2  | 0  | 3  | 1  | 2    |
| Eslovaquia    | 4    | 3  | 1  | 1  | 1  | 4  | 5  | –1   |
| Nueva Zelanda | 3    | 3  | 0  | 3  | 0  | 2  | 2  | 0    |
| Italia        | 2    | 3  | 0  | 2  | 1  | 4  | 5  | –1   |

| 14 de junio de 2010, 20:30 | Italia       | 1:1 (0:1) | Paraguay    | Green Point, Ciudad del Cabo                                 |                                                              |
|                            | De Rossi 63' | Reporte   | Alcaraz 39' | Asistencia: 62 869 espectadores Árbitro(s): Benito Archundia | Asistencia: 62 869 espectadores Árbitro(s): Benito Archundia |

| 15 de junio de 2010, 13:30                                                 | Nueva Zelanda | 1:1 (0:0) | Eslovaquia | Royal Bafokeng, Rustenburg                               |                                                          |
|                                                                            | Reid 90+3'    | Reporte   | Vittek 50' | Asistencia: 23 871 espectadores Árbitro(s): Jerome Damon | Asistencia: 23 871 espectadores Árbitro(s): Jerome Damon |
| Róbert Vittek convirtió el primer gol de Eslovaquia en una Copa del mundo. |               |           |            |                                                          |                                                          |

| 20 de junio de 2010, 13:30 | Eslovaquia | 0:2 (0:1) | Paraguay               | Free State, Bloemfontein                                 |                                                          |
|                            |            | Reporte   | Vera 27' · Riveros 86' | Asistencia: 26 643 espectadores Árbitro(s): Eddy Maillet | Asistencia: 26 643 espectadores Árbitro(s): Eddy Maillet |

| 20 de junio de 2010, 16:00 | Italia              | 1:1 (1:1) | Nueva Zelanda | Mbombela, Nelspruit                                       |                                                           |
|                            | Iaquinta 29' (pen.) | Reporte   | Smeltz 7'     | Asistencia: 38 229 espectadores Árbitro(s): Carlos Batres | Asistencia: 38 229 espectadores Árbitro(s): Carlos Batres |

| 24 de junio de 2010, 16:00                                                                                       | Eslovaquia                    | 3:2 (1:0) | Italia                             | Ellis Park, Johannesburgo                               |                                                         |
| | Vittek 25', 73' · Kopúnek 89' | Reporte   | Di Natale 81' · Quagliarella 90+2' | Asistencia: 53 412 espectadores Árbitro(s): Howard Webb | Asistencia: 53 412 espectadores Árbitro(s): Howard Webb |

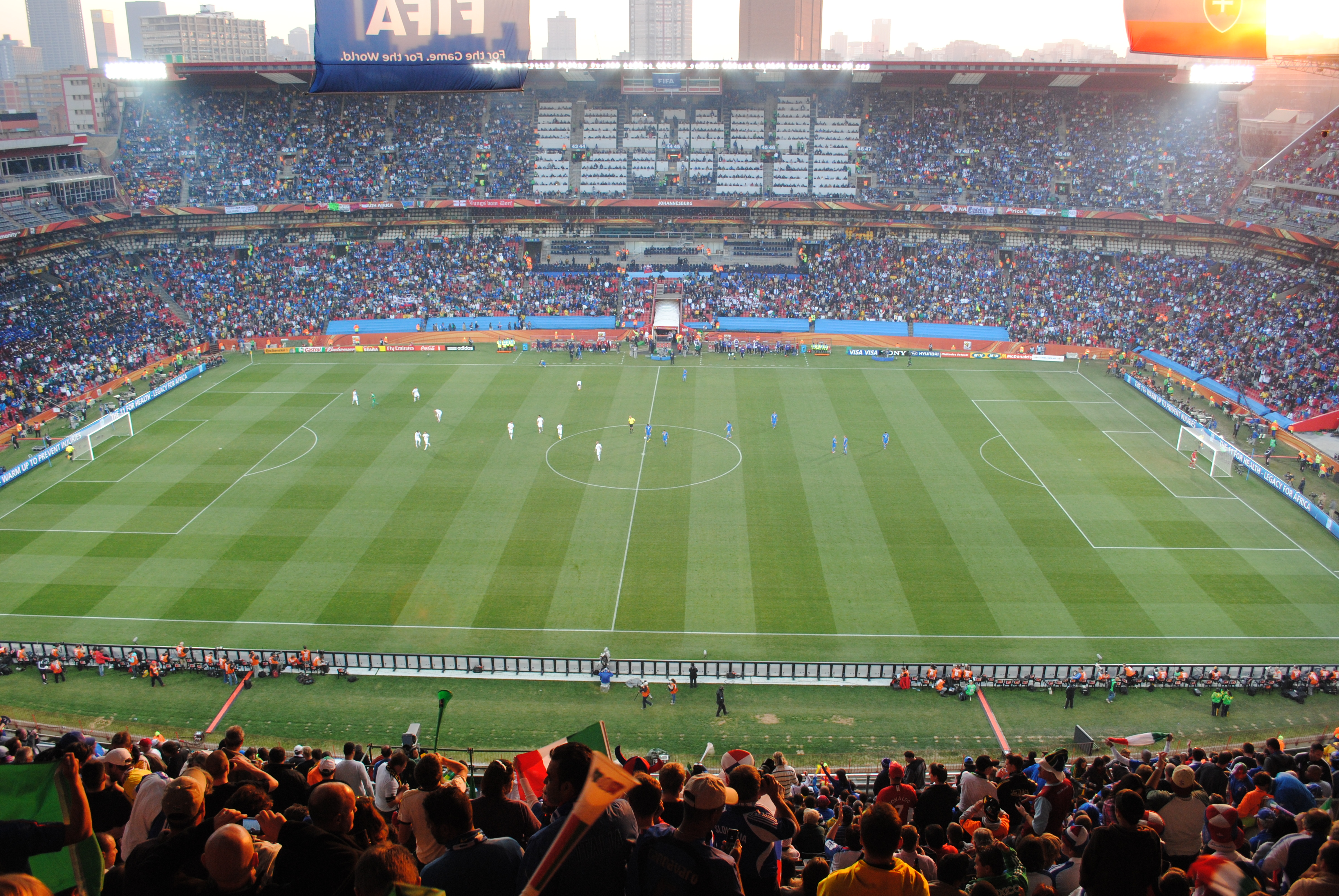
Los jugadores de e, en el Estadio Ellis Park, antes del comienzo del segundo tiempo.

| Primer triunfo de Eslovaquia en Mundiales. Primera clasificación de Eslovaquia a una segunda fase de un Mundial. |                               |           |                                    |                                                         |                                                         |

| 24 de junio de 2010, 16:00 | Paraguay | 0:0     | Nueva Zelanda | Peter Mokaba, Polokwane                                      |                                                              |
|                            |          | Reporte |               | Asistencia: 34 850 espectadores Árbitro(s): Yūichi Nishimura | Asistencia: 34 850 espectadores Árbitro(s): Yūichi Nishimura |

### Grupo G

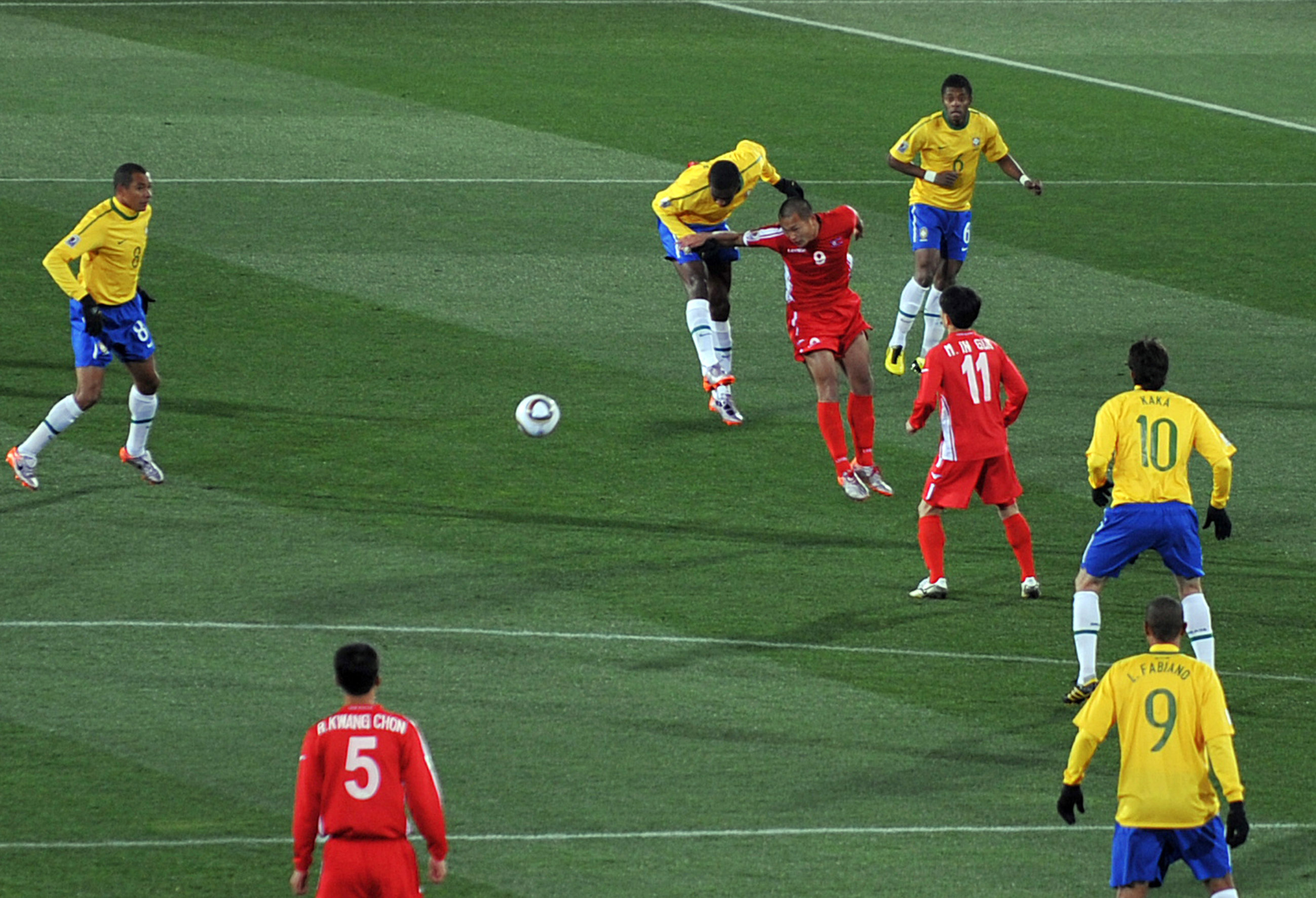
Partido de la primera jornada del grupo, entre Brasil y Corea del Norte, que acabaría en 2 a 1 a favor de los primeros.

| Selección       | Pts. | PJ | PG | PE | PP | GF | GC | Dif. |
| --------------- | ---- | -- | -- | -- | -- | -- | -- | ---- |
| Brasil          | 7    | 3  | 2  | 1  | 0  | 5  | 2  | 3    |
| Portugal        | 5    | 3  | 1  | 2  | 0  | 7  | 0  | 7    |
| Costa de Marfil | 4    | 3  | 1  | 1  | 1  | 4  | 3  | 1    |
| Corea del Norte | 0    | 3  | 0  | 0  | 3  | 1  | 12 | –11  |

| 15 de junio de 2010, 16:00 | Costa de Marfil | 0:0     | Portugal | Nelson Mandela Bay, Puerto Elizabeth                        |                                                             |
|                            |                 | Reporte |          | Asistencia: 37 034 espectadores Árbitro(s): Jorge Larrionda | Asistencia: 37 034 espectadores Árbitro(s): Jorge Larrionda |

| 15 de junio de 2010, 20:30 | Brasil                 | 2:1 (0:0) | Corea del Norte | Ellis Park, Johannesburgo                                 |                                                           |
|                            | Maicon 55' · Elano 72' | Reporte   | Y.N. Ji 89'     | Asistencia: 54 331 espectadores Árbitro(s): Viktor Kassai | Asistencia: 54 331 espectadores Árbitro(s): Viktor Kassai |

| 20 de junio de 2010, 20:30 | Brasil                            | 3:1 (1:0) | Costa de Marfil | Soccer City, Johannesburgo                                  |                                                             |
|                            | Luis Fabiano 25', 50' · Elano 62' | Reporte   | Drogba 79'      | Asistencia: 84 455 espectadores Árbitro(s): Stéphane Lannoy | Asistencia: 84 455 espectadores Árbitro(s): Stéphane Lannoy |

| 21 de junio de 2010, 13:30              | Portugal                                                                                  | 7:0 (1:0) | Corea del Norte | Green Point, Ciudad del Cabo                           |                                                        |
|                                         | R. Meireles 29' · Simão 53' · Almeida 56' · Tiago 60', 89' · Liédson 81' · C. Ronaldo 87' | Reporte   |                 | Asistencia: 63 644 espectadores Árbitro(s): Pablo Pozo | Asistencia: 63 644 espectadores Árbitro(s): Pablo Pozo |
| Mayor victoria de Portugal en Mundiales |                                                                                           |           |                 |                                                        |                                                        |

| 25 de junio de 2010, 16:00 | Portugal | 0:0     | Brasil | Moses Mabhida, Durban                                        |                                                              |
|                            |          | Reporte |        | Asistencia: 62 712 espectadores Árbitro(s): Benito Archundia | Asistencia: 62 712 espectadores Árbitro(s): Benito Archundia |

| 25 de junio de 2010, 16:00 | Corea del Norte | 0:3 (0:2) | Costa de Marfil                        | Mbombela, Nelspruit                                         |                                                             |
|                            |                 | Reporte   | Y. Touré 14' · Romaric 20' · Kalou 82' | Asistencia: 34 763 espectadores Árbitro(s): Alberto Undiano | Asistencia: 34 763 espectadores Árbitro(s): Alberto Undiano |

### Grupo H

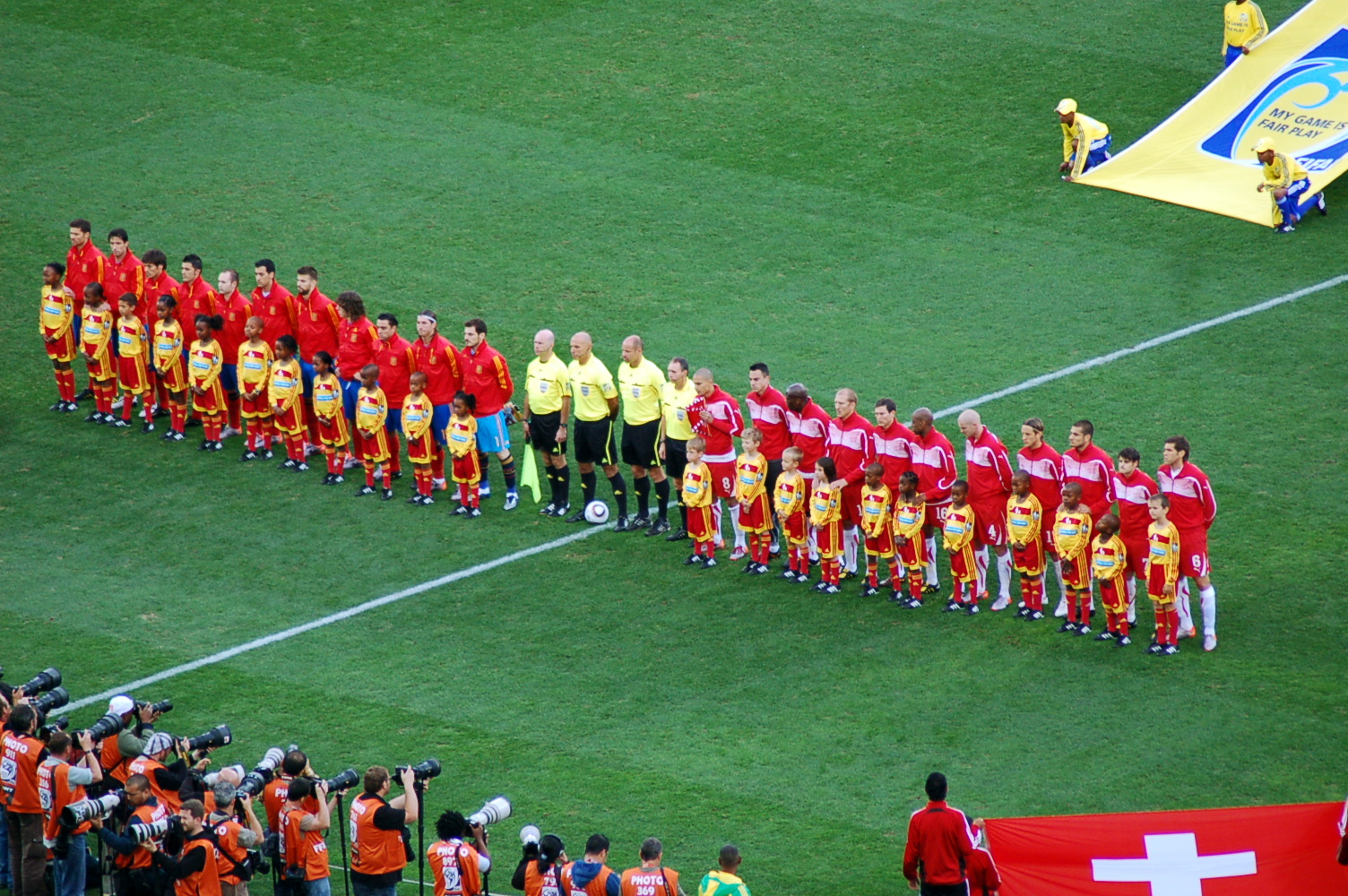
Interpretación de los himnos nacionales antes del encuentro entre y, que finalizó con triunfo del combinado centroeuropeo por la mínima.

| Selección | Pts. | PJ | PG | PE | PP | GF | GC | Dif. |
| --------- | ---- | -- | -- | -- | -- | -- | -- | ---- |
| España    | 6    | 3  | 2  | 0  | 1  | 4  | 2  | 2    |
| Chile     | 6    | 3  | 2  | 0  | 1  | 3  | 2  | 1    |
| Suiza     | 4    | 3  | 1  | 1  | 1  | 1  | 1  | 0    |
| Honduras  | 1    | 3  | 0  | 1  | 2  | 0  | 3  | –3   |

| 16 de junio de 2010, 13:30 | Honduras | 0:1 (0:1) | Chile          | Mbombela, Nelspruit                                      |                                                          |
|                            |          | Reporte   | Beausejour 34' | Asistencia: 32 664 espectadores Árbitro(s): Eddy Maillet | Asistencia: 32 664 espectadores Árbitro(s): Eddy Maillet |

| 16 de junio de 2010, 16:00 | España | 0:1 (0:0) | Suiza            | Moses Mabhida, Durban                                   |                                                         |
|                            |        | Reporte   | G. Fernandes 52' | Asistencia: 62 453 espectadores Árbitro(s): Howard Webb | Asistencia: 62 453 espectadores Árbitro(s): Howard Webb |

| 21 de junio de 2010, 16:00 | Chile           | 1:0 (0:0) | Suiza | Nelson Mandela Bay, Puerto Elizabeth                         |                                                              |
|                            | M. González 75' | Reporte   |       | Asistencia: 34 872 espectadores Árbitro(s): Khalil Al Ghamdi | Asistencia: 34 872 espectadores Árbitro(s): Khalil Al Ghamdi |

| 21 de junio de 2010, 20:30 | España         | 2:0 (1:0) | Honduras | Ellis Park, Johannesburgo                                    |                                                              |
|                            | Villa 17', 51' | Reporte   |          | Asistencia: 54 386 espectadores Árbitro(s): Yūichi Nishimura | Asistencia: 54 386 espectadores Árbitro(s): Yūichi Nishimura |

| 25 de junio de 2010, 20:30 | Chile      | 1:2 (0:2) | España                  | Loftus Versfeld, Pretoria                                   |                                                             |
|                            | Millar 47' | Reporte   | Villa 24' · Iniesta 37' | Asistencia: 41 958 espectadores Árbitro(s): Marco Rodríguez | Asistencia: 41 958 espectadores Árbitro(s): Marco Rodríguez |

| 25 de junio de 2010, 20:30 | Suiza | 0:0     | Honduras | Free State, Bloemfontein                                    |                                                             |
|                            |       | Reporte |          | Asistencia: 28 042 espectadores Árbitro(s): Héctor Baldassi | Asistencia: 28 042 espectadores Árbitro(s): Héctor Baldassi |

## Segunda fase

### Cuadro de desarrollo
|  | Octavos de final                          | Octavos de final                        |                                           |       | Cuartos de final             | Cuartos de final             |                                |                                | Semifinales | Semifinales |  |  | Final | Final |
|  |                                           |                                         |                                           |       |                              |                              |                                |                                |             |             |  |  |       |       |
|  | 26 de junio - Puerto Elizabeth            |                                         |                                           |       |                              |                              |                                |                                |             |             |  |  |       |       |
|  |                                           |                                         |                                           |       |                              |                              |                                |                                |             |             |  |  |       |       |
|  | Uruguay                                   | 2                                       |                                           |       |                              |                              |                                |                                |             |             |  |  |       |       |
|  | Uruguay                                   | 2                                       | 2 de julio - Johannesburgo (Soccer City)  |       |                              |                              |                                |                                |             |             |  |  |       |       |
|  | Corea del Sur                             | 1                                       |                                           |       |                              |                              |                                |                                |             |             |  |  |       |       |
|  | Corea del Sur                             | 1                                       | Uruguay (p.)                              | 1 (4) |                              |                              |                                |                                |             |             |  |  |       |       |
|  | 26 de junio - Rustenburgo                 |                                         | Uruguay (p.)                              | 1 (4) |                              |                              |                                |                                |             |             |  |  |       |       |
|  |                                           | Ghana                                   | 1 (2)                                     |       |                              |                              |                                |                                |             |             |  |  |       |       |
|  | Estados Unidos                            | Ghana                                   | 1 (2)                                     | 1     |                              |                              |                                |                                |             |             |  |  |       |       |
|  | Estados Unidos                            |                                         | 6 de julio - Ciudad del Cabo              | 1     |                              |                              |                                |                                |             |             |  |  |       |       |
|  | Ghana (t.s.)                              | 2                                       |                                           |       |                              |                              |                                |                                |             |             |  |  |       |       |
|  | Ghana (t.s.)                              | 2                                       | Uruguay                                   | 2     |                              |                              |                                |                                |             |             |  |  |       |       |
|  | 28 de junio - Durban                      |                                         | Uruguay                                   | 2     |                              |                              |                                |                                |             |             |  |  |       |       |
|  |                                           | Países Bajos                            | 3                                         |       |                              |                              |                                |                                |             |             |  |  |       |       |
|  | Países Bajos                              | Países Bajos                            | 3                                         | 2     |                              |                              |                                |                                |             |             |  |  |       |       |
|  | Países Bajos                              | 2 de julio - Puerto Elizabeth           |                                           | 2     |                              |                              |                                |                                |             |             |  |  |       |       |
|  | Eslovaquia                                | 1                                       |                                           |       |                              |                              |                                |                                |             |             |  |  |       |       |
|  | Eslovaquia                                | 1                                       | Países Bajos                              | 2     |                              |                              |                                |                                |             |             |  |  |       |       |
|  | 28 de junio - Johannesburgo (Ellis Park)  |                                         | Países Bajos                              | 2     |                              |                              |                                |                                |             |             |  |  |       |       |
|  |                                           | Brasil                                  | 1                                         |       |                              |                              |                                |                                |             |             |  |  |       |       |
|  | Brasil                                    | Brasil                                  | 1                                         | 3     |                              |                              |                                |                                |             |             |  |  |       |       |
|  | Brasil                                    |                                         | 11 de julio - Johannesburgo (Soccer City) | 3     |                              |                              |                                |                                |             |             |  |  |       |       |
|  | Chile                                     | 0                                       |                                           |       |                              |                              |                                |                                |             |             |  |  |       |       |
|  | Chile                                     | 0                                       | Países Bajos                              | 0     |                              |                              |                                |                                |             |             |  |  |       |       |
|  | 27 de junio - Johannesburgo (Soccer City) |                                         | Países Bajos                              | 0     |                              |                              |                                |                                |             |             |  |  |       |       |
|  |                                           | España (t.s.)                           | 1                                         |       |                              |                              |                                |                                |             |             |  |  |       |       |
|  | Argentina                                 | España (t.s.)                           | 1                                         | 3     |                              |                              |                                |                                |             |             |  |  |       |       |
|  | Argentina                                 | 3 de julio - Ciudad del Cabo            |                                           | 3     |                              |                              |                                |                                |             |             |  |  |       |       |
|  | México                                    | 1                                       |                                           |       |                              |                              |                                |                                |             |             |  |  |       |       |
|  | México                                    | 1                                       | Argentina                                 | 0     |                              |                              |                                |                                |             |             |  |  |       |       |
|  | 27 de junio - Bloemfontein                |                                         | Argentina                                 | 0     |                              |                              |                                |                                |             |             |  |  |       |       |
|  |                                           | Alemania                                | 4                                         |       |                              |                              |                                |                                |             |             |  |  |       |       |
|  | Alemania                                  | Alemania                                | 4                                         | 4     |                              |                              |                                |                                |             |             |  |  |       |       |
|  | Alemania                                  |                                         | 7 de julio - Durban                       | 4     |                              |                              |                                |                                |             |             |  |  |       |       |
|  | Inglaterra                                | 1                                       |                                           |       |                              |                              |                                |                                |             |             |  |  |       |       |
|  | Inglaterra                                | 1                                       | Alemania                                  | 0     |                              |                              |                                |                                |             |             |  |  |       |       |
|  | 29 de junio - Pretoria                    |                                         | Alemania                                  | 0     |                              |                              |                                |                                |             |             |  |  |       |       |
|  |                                           | España                                  | 1                                         |       | Partido por el tercer puesto | Partido por el tercer puesto |                                |                                |             |             |  |  |       |       |
|  | Paraguay (p.)                             | España                                  | 1                                         | 0 (5) | Partido por el tercer puesto | Partido por el tercer puesto |                                |                                |             |             |  |  |       |       |
|  | Paraguay (p.)                             | 3 de julio - Johannesburgo (Ellis Park) | 3 de julio - Johannesburgo (Ellis Park)   | 0 (5) |                              |                              | 10 de julio - Puerto Elizabeth | 10 de julio - Puerto Elizabeth |             |             |  |  |       |       |
|  | Japón                                     | 3 de julio - Johannesburgo (Ellis Park) | 3 de julio - Johannesburgo (Ellis Park)   | 0 (3) |                              |                              | 10 de julio - Puerto Elizabeth | 10 de julio - Puerto Elizabeth |             |             |  |  |       |       |
|  | Japón                                     | Paraguay                                | 0                                         | 0 (3) | Uruguay                      | 2                            |                                |                                |             |             |  |  |       |       |
|  | 29 de junio - Ciudad del Cabo             | Paraguay                                | 0                                         |       | Uruguay                      | 2                            |                                |                                |             |             |  |  |       |       |
|  |                                           | España                                  | 1                                         |       | Alemania                     | 3                            |                                |                                |             |             |  |  |       |       |
|  | España                                    | España                                  | 1                                         | 1     | Alemania                     | 3                            |                                |                                |             |             |  |  |       |       |
|  | España                                    |                                         |                                           | 1     |                              |                              |                                |                                |             |             |  |  |       |       |
|  | Portugal                                  | 0                                       |                                           |       |                              |                              |                                |                                |             |             |  |  |       |       |
|  | Portugal                                  | 0                                       |                                           |       |                              |                              |                                |                                |             |             |  |  |       |       |

### Octavos de final
| 26 de junio de 2010, 16:00 | Uruguay        | 2:1 (1:0) | Corea del Sur | Nelson Mandela Bay, Puerto Elizabeth                       |                                                            |
|                            | Suárez 8', 80' | Reporte   | C.Y. Lee 68'  | Asistencia: 30 597 espectadores Árbitro(s): Wolfgang Stark | Asistencia: 30 597 espectadores Árbitro(s): Wolfgang Stark |

| 26 de junio de 2010, 20:30                                                      | Estados Unidos     | 1:2 (1:1, 0:1) (t. s.) | Ghana                 | Royal Bafokeng, Rustenburgo                               |                                                           |
|                                                                                 | Donovan 62' (pen.) | Reporte                | Boateng 5' · Gyan 93' | Asistencia: 34 976 espectadores Árbitro(s): Viktor Kassai | Asistencia: 34 976 espectadores Árbitro(s): Viktor Kassai |
| Ghana se convierte en el tercer país africano en alcanzar los cuartos de final. |                    |                        |                       |                                                           |                                                           |

| 27 de junio de 2010, 16:00 | Alemania                                   | 4:1 (2:1) | Inglaterra | Free State, Bloemfontein                                    |                                                             |
|                            | Klose 20' · Podolski 32' · Müller 67', 70' | Reporte   | Upson 37'  | Asistencia: 40 510 espectadores Árbitro(s): Jorge Larrionda | Asistencia: 40 510 espectadores Árbitro(s): Jorge Larrionda |

| 27 de junio de 2010, 20:30 | Argentina                    | 3:1 (2:0) | México        | Soccer City, Johannesburgo                                  |                                                             |
|                            | Tévez 26', 52' · Higuaín 33' | Reporte   | Hernández 71' | Asistencia: 88 952 espectadores Árbitro(s): Roberto Rosetti | Asistencia: 88 952 espectadores Árbitro(s): Roberto Rosetti |

| 28 de junio de 2010, 16:00 | Países Bajos              | 2:1 (1:0) | Eslovaquia          | Moses Mabhida, Durban                                                |                                                                      |
|                            | Robben 18' · Sneijder 84' | Reporte   | Vittek 90+4' (pen.) | Asistencia: 61 962 espectadores Árbitro(s): Alberto Undiano Mallenco | Asistencia: 61 962 espectadores Árbitro(s): Alberto Undiano Mallenco |

| 28 de junio de 2010, 20:30 | Brasil                                    | 3:0 (2:0) | Chile | Ellis Park, Johannesburgo                               |                                                         |
|                            | Juan 35' · Luis Fabiano 38' · Robinho 59' | Reporte   |       | Asistencia: 54 096 espectadores Árbitro(s): Howard Webb | Asistencia: 54 096 espectadores Árbitro(s): Howard Webb |

| 29 de junio de 2010, 16:00                                             | Paraguay                                             | 0:0 (t. s.)(5:3 p.)        | Japón                          | Loftus Versfeld, Pretoria                                      |                                                                |
|                                                                        |                                                      | Reporte                    |                                | Asistencia: 36 742 espectadores Árbitro(s): Frank de Bleeckere | Asistencia: 36 742 espectadores Árbitro(s): Frank de Bleeckere |
|                                                                        |                                                      | Tiros desde el punto penal |                                |                                                                |                                                                |
|                                                                        | Barreto · Barrios · Riveros · Haedo Valdez · Cardozo |                            | Endō · Hasebe · Komano · Honda |                                                                |                                                                |
| Paraguay avanzó por primera vez en su historia a los cuartos de final. |                                                      |                            |                                |                                                                |                                                                |

| 29 de junio de 2010, 20:30 | España    | 1:0 (0:0) | Portugal | Green Point, Ciudad del Cabo                                |                                                             |
|                            | Villa 63' | Reporte   |          | Asistencia: 62 955 espectadores Árbitro(s): Héctor Baldassi | Asistencia: 62 955 espectadores Árbitro(s): Héctor Baldassi |

### Cuartos de final
| 2 de julio de 2010, 16:00 | Países Bajos      | 2:1 (0:1) | Brasil      | Nelson Mandela Bay, Puerto Elizabeth                         |                                                              |
|                           | Sneijder 53', 68' | Reporte   | Robinho 10' | Asistencia: 40 186 espectadores Árbitro(s): Yūichi Nishimura | Asistencia: 40 186 espectadores Árbitro(s): Yūichi Nishimura |

| 2 de julio de 2010, 20:30 | Uruguay                                          | 1:1 (1:1, 0:1) (t. s.)(4:2 p.) | Ghana                            | Soccer City, Johannesburgo                                       |                                                                  |
|                           | Forlán 55' (TL)                                  | Reporte                        | Muntari 45+2'                    | Asistencia: 84 017 espectadores Árbitro(s): Olegário Benquerença | Asistencia: 84 017 espectadores Árbitro(s): Olegário Benquerença |
|                           |                                                  | Tiros desde el punto penal     |                                  |                                                                  |                                                                  |
|                           | Forlán · Victorino · Scotti · M. Pereira · Abreu |                                | Gyan · Appiah · Mensah · Adiyiah |                                                                  |                                                                  |

| 3 de julio de 2010, 16:00 | Argentina | 0:4 (0:1) | Alemania                                   | Green Point, Ciudad del Cabo                                |                                                             |
| |           | Reporte   | Müller 3' · Klose 68', 89' · Friedrich 74' | Asistencia: 64 100 espectadores Árbitro(s): Ravshan Irmatov | Asistencia: 64 100 espectadores Árbitro(s): Ravshan Irmatov |
| En este encuentro Miroslav Klose alcanza y supera al histórico Gerd Müller convirtiéndose en el máximo goleador de la Selección Alemana con 69 goles. En el siguiente mundial llegaría a 71 goles. |           |           |                                            |                                                             |                                                             |

| 3 de julio de 2010, 20:30 | Paraguay | 0:1 (0:0) | España    | Ellis Park, Johannesburgo                                 |                                                           |
|                           |          | Reporte   | Villa 83' | Asistencia: 55 359 espectadores Árbitro(s): Carlos Batres | Asistencia: 55 359 espectadores Árbitro(s): Carlos Batres |

### Semifinales
| 6 de julio de 2010 20:30 | Uruguay                       | 2:3 (1:1) | Países Bajos                                    | Green Point, Ciudad del Cabo                                |                                                             |
|                          | Forlán 41' · M. Pereira 90+2' | Reporte   | van Bronckhorst 18' · Sneijder 70' · Robben 73' | Asistencia: 62 479 espectadores Árbitro(s): Ravshan Irmatov | Asistencia: 62 479 espectadores Árbitro(s): Ravshan Irmatov |

| 7 de julio de 2010, 20:30 | Alemania | 0:1 (0:0) | España    | Moses Mabhida, Durban                                     |                                                           |
|                           |          | Reporte   | Puyol 73' | Asistencia: 60 960 espectadores Árbitro(s): Viktor Kassai | Asistencia: 60 960 espectadores Árbitro(s): Viktor Kassai |

### Tercer lugar
| 10 de julio de 2010, 20:30 | Uruguay                 | 2:3 (1:1) | Alemania                              | Nelson Mandela Bay, Puerto Elizabeth                          |                                                               |
|                            | Cavani 28' · Forlán 51' | Reporte   | Müller 19' · Jansen 56' · Khedira 82' | Asistencia: 36 254 espectadores Árbitro(s): Armando Archundia | Asistencia: 36 254 espectadores Árbitro(s): Armando Archundia |

### Final
| 11 de julio de 2010, 20:30 | Países Bajos | 0:1 (0:0, 0:0) (t. s.)(0:1 t. s.) | España       | Soccer City, Johannesburgo                              |                                                         |
| |              | Reporte                           | Iniesta 116' | Asistencia: 84 490 espectadores Árbitro(s): Howard Webb | Asistencia: 84 490 espectadores Árbitro(s): Howard Webb |
| España es el primer país europeo en concluir como campeón fuera de Europa, así como el segundo país del mundo en concluir campeón fuera de su continente. España es la cuarta selección y el tercer país en ser campeón habiendo perdido un partido. España es el campeón con menos goles en una edición de la Copa Mundial de Fútbol anotando solamente en ocho ocasiones. Final de la Copa Mundial de Fútbol con más tarjetas amarillas sacadas superando la Final de la Copa Mundial de Fútbol de 1986. |              |                                   |              |                                                         |                                                         |

|                            |
| Bandera de España          |
| Campeón España 1.er título |

## Estadísticas

### Tabla general

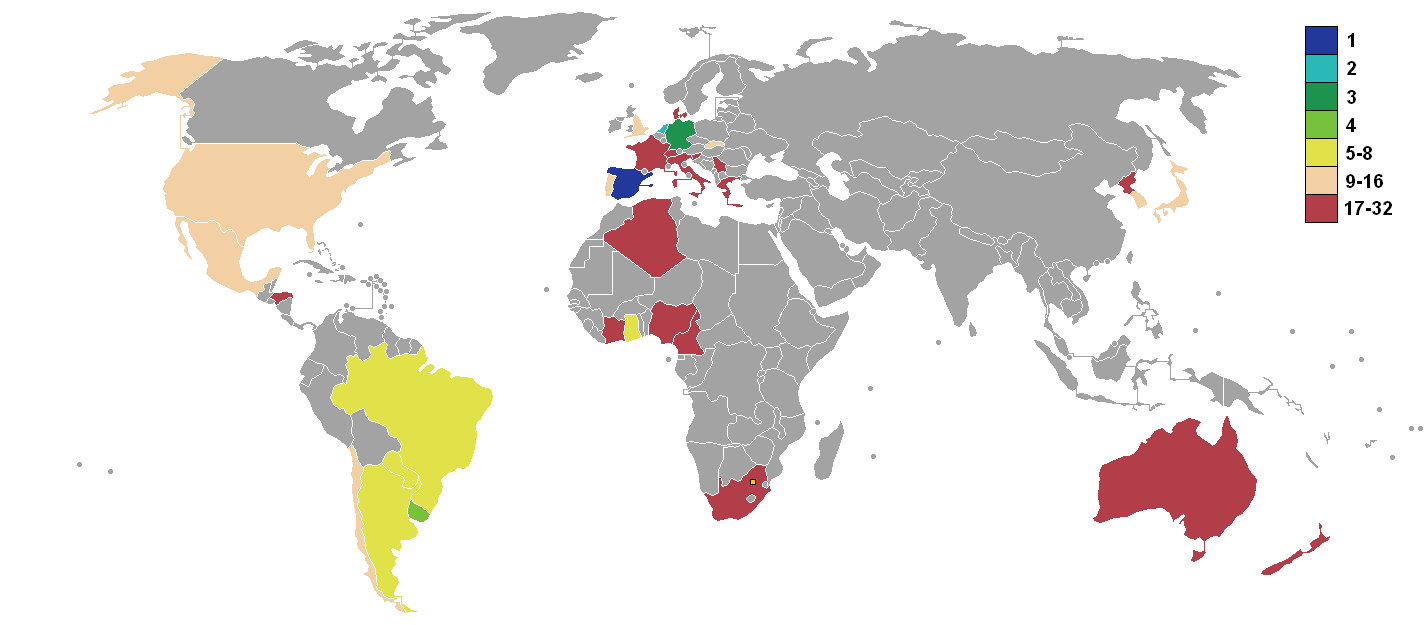
Mapa según los resultados del torneo.

| Equipo | Equipo          | Pts | PJ | PG | PE | PP | GF | GC | Dif. | Rend.  |
| ------ | --------------- | --- | -- | -- | -- | -- | -- | -- | ---- | ------ |
| 1      | España          | 18  | 7  | 6  | 0  | 1  | 8  | 2  | 6    | 85,7 % |
| 2      | Países Bajos    | 18  | 7  | 6  | 0  | 1  | 12 | 6  | 6    | 85,7 % |
| 3      | Alemania        | 15  | 7  | 5  | 0  | 2  | 16 | 5  | 11   | 71,4 % |
| 4      | Uruguay         | 11  | 7  | 3  | 2  | 2  | 11 | 8  | 3    | 52,4 % |
| 5      | Argentina       | 12  | 5  | 4  | 0  | 1  | 10 | 6  | 4    | 80,0 % |
| 6      | Brasil          | 10  | 5  | 3  | 1  | 1  | 9  | 4  | 5    | 66,7 % |
| 7      | Ghana           | 8   | 5  | 2  | 2  | 1  | 5  | 4  | 1    | 53,3 % |
| 8      | Paraguay        | 6   | 5  | 1  | 3  | 1  | 3  | 2  | 1    | 40,0 % |
| 9      | Japón           | 7   | 4  | 2  | 1  | 1  | 4  | 2  | 2    | 58,3 % |
| 10     | Chile           | 6   | 4  | 2  | 0  | 2  | 3  | 5  | –2   | 50,0 % |
| 11     | Portugal        | 5   | 4  | 1  | 2  | 1  | 7  | 1  | 6    | 41,7 % |
| 12     | Estados Unidos  | 5   | 4  | 1  | 2  | 1  | 5  | 5  | 0    | 41,7 % |
| 13     | Inglaterra      | 5   | 4  | 1  | 2  | 1  | 3  | 5  | –2   | 41,7 % |
| 14     | México          | 4   | 4  | 1  | 1  | 2  | 4  | 5  | –1   | 33,3 % |
| 15     | Corea del Sur   | 4   | 4  | 1  | 1  | 2  | 6  | 8  | –2   | 33,3 % |
| 16     | Eslovaquia      | 4   | 4  | 1  | 1  | 2  | 5  | 7  | –2   | 33,3 % |
| 17     | Costa de Marfil | 4   | 3  | 1  | 1  | 1  | 4  | 3  | 1    | 44,4 % |
| 18     | Eslovenia       | 4   | 3  | 1  | 1  | 1  | 3  | 3  | 0    | 44,4 % |
| 19     | Suiza           | 4   | 3  | 1  | 1  | 1  | 1  | 1  | 0    | 44,4 % |
| 20     | Sudáfrica       | 4   | 3  | 1  | 1  | 1  | 3  | 5  | –2   | 44,4 % |
| 21     | Australia       | 4   | 3  | 1  | 1  | 1  | 3  | 6  | –3   | 44,4 % |
| 22     | Nueva Zelanda   | 3   | 3  | 0  | 3  | 0  | 2  | 2  | 0    | 33,3 % |
| 23     | Serbia          | 3   | 3  | 1  | 0  | 2  | 2  | 3  | –1   | 33,3 % |
| 24     | Dinamarca       | 3   | 3  | 1  | 0  | 2  | 3  | 6  | –3   | 33,3 % |
| 25     | Grecia          | 3   | 3  | 1  | 0  | 2  | 2  | 5  | –3   | 33,3 % |
| 26     | Italia          | 2   | 3  | 0  | 2  | 1  | 4  | 5  | –1   | 22,2 % |
| 27     | Nigeria         | 1   | 3  | 0  | 1  | 2  | 3  | 5  | –2   | 11,1 % |
| 28     | Argelia         | 1   | 3  | 0  | 1  | 2  | 0  | 2  | –2   | 11,1 % |
| 29     | Francia         | 1   | 3  | 0  | 1  | 2  | 1  | 4  | –3   | 11,1 % |
| 30     | Honduras        | 1   | 3  | 0  | 1  | 2  | 0  | 3  | –3   | 11,1 % |
| 31     | Camerún         | 0   | 3  | 0  | 0  | 3  | 2  | 5  | –3   | 0,0 %  |
| 32     | Corea del Norte | 0   | 3  | 0  | 0  | 3  | 1  | 12 | –11  | 0,0 %  |

## Premios y reconocimientos

### Premios oficiales de la competición
La FIFA otorga reglamentariamente cinco premios al finalizar el torneo: Balón de oro, Bota de oro, Guante de oro, Trofeo Fair Play y el Premio al Equipo más espectacular.

#### Bota de oro
Para la designación del ganador de la Bota de oro, se tomaron en cuenta en primera instancia los goles (GF), seguido por las asistencias de goles realizadas (AST) y finalmente la menor cantidad de minutos jugados (MIN).

| Jugador         | Selección      | Goles | Asist. | Min. |
| --------------- | -------------- | ----- | ------ | ---- |
| Thomas Müller   | Alemania       | 5     | 3      | 473  |
| David Villa     | España         | 5     | 1      | 635  |
| Wesley Sneijder | Países Bajos   | 5     | 1      | 652  |
| Diego Forlán    | Uruguay        | 5     | 1      | 654  |
| Gonzalo Higuaín | Argentina      | 4     | 0      | 341  |
| Róbert Vittek   | Eslovaquia     | 4     | 0      | 353  |
| Miroslav Klose  | Alemania       | 4     | 0      | 357  |
| Luis Suárez     | Uruguay        | 3     | 2      | 543  |
| Landon Donovan  | Estados Unidos | 3     | 0      | 390  |
| Luis Fabiano    | Brasil         | 3     | 0      | 418  |
| Asamoah Gyan    | Ghana          | 3     | 0      | 501  |

#### Balón de oro
El Balón de oro, que distingue al mejor jugador de cada Copa Mundial, le fue otorgado al delantero uruguayo Diego Forlán, quien marcó cinco goles en el torneo. Recibió 23,4% de los votos de las personas acreditadas para este mundial, dejando atrás al centrocampista neerlandés Wesley Sneijder y al español David Villa.

| Jugador                | Selección    | Votos |
| ---------------------- | ------------ | ----- |
| Diego Forlán           | Uruguay      | 23,4% |
| Wesley Sneijder        | Países Bajos | 21,8% |
| David Villa            | España       | 16,9% |
| Asamoah Gyan           | Ghana        |       |
| Andrés Iniesta         | España       |       |
| Lionel Messi           | Argentina    |       |
| Mesut Özil             | Alemania     |       |
| Arjen Robben           | Países Bajos |       |
| Bastian Schweinsteiger | Alemania     |       |
| Xavi Hernández         | España       |       |

#### Otros premios del torneo
El alemán Thomas Müller fue designado como el mejor jugador joven del torneo, por delante de Giovani dos Santos y André Ayew. En cuanto a los porteros, el español Iker Casillas se consagró como el mejor del mundial, habiendo sido una parte importante en la consagración de España, recibiendo solamente dos goles en todo el campeonato, ninguno de ellos en la segunda fase del torneo. Con tan solo 8 tarjetas amarillas en los 7 encuentros del torneo, la selección española fue condecorada con el premio al juego limpio.

### Otros premios otorgados por la FIFA

#### Equipo estelar
La FIFA divulgó el equipo ideal del torneo, el cual fue escogido mediante votación por los miembros del club en FIFA.com.
| Portero       | Defensores                                    | Mediocampistas                                                       | Delanteros               | Entrenador         |
| ------------- | --------------------------------------------- | -------------------------------------------------------------------- | ------------------------ | ------------------ |
| Iker Casillas | Philipp Lahm Sergio Ramos Carles Puyol Maicon | Andrés Iniesta Bastian Schweinsteiger Wesley Sneijder Xavi Hernández | David Villa Diego Forlán | Vicente del Bosque |

#### Índice Castrol
Los mejores futbolistas del índice Castrol EDGE de la Copa Mundial 2010 fueron los siguientes:

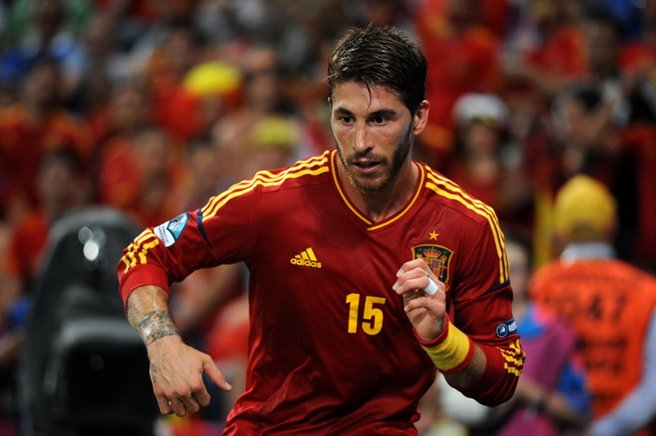
Sergio Ramos, ganador del Premio Castrol EDGE Index.

| Jugador         | Selección    | Puntos |
| --------------- | ------------ | ------ |
| Sergio Ramos    | España       | 9.79   |
| Joan Capdevila  | España       | 9.74   |
| Carles Puyol    | España       | 9.70   |
| Philipp Lahm    | Alemania     | 9.66   |
| Gerard Piqué    | España       | 9.62   |
| David Villa     | España       | 9.59   |
| Wesley Sneijder | Países Bajos | 9.56   |
| Luis Suárez     | Uruguay      | 9.53   |
| Thomas Müller   | Alemania     | 9.51   |
| Manuel Neuer    | Alemania     | 9.48   |

#### Gol del torneo
Mediante una votación entre los usuarios registrados en la página web FIFA.com, fue elegido el gol de Diego Forlán para Uruguay en el partido por el tercer lugar ante Alemania como el mejor del torneo. El gol de Forlán consistió en un tiro de volea desde el borde del área luego de un centro de Egidio Arévalo Ríos, quien había armado una jugada por banda derecha junto a Luis Suárez.
En segundo lugar fue elegido el disparo desde 30 metros del neerlandés Giovanni van Bronckhorst en la semifinal frente a Uruguay, seguido por el del alemán Mesut Özil frente a Ghana.
| Jugador                  | Selección    | Rival         | Minuto | Resultado parcial | Resultado final |
| ------------------------ | ------------ | ------------- | ------ | ----------------- | --------------- |
| Diego Forlán             | Uruguay      | Alemania      | 51'    | 2:1               | 2:3             |
| Giovanni van Bronckhorst | Países Bajos | Uruguay       | 18'    | 1:0               | 3:2             |
| Mesut Özil               | Alemania     | Ghana         | 60'    | 1:0               | 1:0             |
| Carlos Tévez             | Argentina    | México        | 52'    | 3:0               | 3:1             |
| Luis Suárez              | Uruguay      | Corea del Sur | 80'    | 2:1               | 2:1             |
| Siphiwe Tshabalala       | Sudáfrica    | México        | 55'    | 1:0               | 1:1             |
| Fabio Quagliarella       | Italia       | Eslovaquia    | 90+2'  | 2:3               | 2:3             |
| Lukas Podolski           | Alemania     | Inglaterra    | 32'    | 2:0               | 4:1             |
| Sulley Muntari           | Ghana        | Uruguay       | 45+2'  | 1:0               | 1:1             |
| Gabriel Heinze           | Argentina    | Nigeria       | 6'     | 1:0               | 1:0             |

### Jugador del partido
Tras cada partido disputado, el sitio oficial de la FIFA, en sus resúmenes indica cuál fue el futbolista más destacado en cada uno de los encuentros.

| Fase de grupos - Jornada 1 | Fase de grupos - Jornada 1 | Fase de grupos - Jornada 2 | Fase de grupos - Jornada 2 | Fase de grupos - Jornada 3 | Fase de grupos - Jornada 3 | Segunda fase           | Segunda fase |
| Jugador                    | Partido                    | Jugador                    | Partido                    | Jugador                    | Partido                    | Jugador                | Partido      |
| -------------------------- | -------------------------- | -------------------------- | -------------------------- | -------------------------- | -------------------------- | ---------------------- | ------------ |
| Siphiwe Tshabalala         | 1:1                        | Diego Forlán               | 0:3                        | Katlego Mphela             | 1:2                        | Luis Suárez            | 2:1          |
| Diego Forlán               | 0:0                        | Javier Hernández           | 0:2                        | Luis Suárez                | 0:1                        | André Ayew             | 1:2          |
| Vincent Enyeama            | 1:0                        | Gonzalo Higuaín            | 4:1                        | Lionel Messi               | 0:2                        | Thomas Müller          | 4:1          |
| Park Ji Sung               | 2:0                        | Vincent Enyeama            | 2:1                        | Park Ji Sung               | 2:2                        | Carlos Tévez           | 3:1          |
| Tim Howard                 | 1:1                        | Ashley Cole                | 0:0                        | Jermain Defoe              | 0:1                        | Arjen Robben           | 2:1          |
| Robert Koren               | 0:1                        | Landon Donovan             | 2:2                        | Landon Donovan             | 1:0                        | Robinho                | 3:0          |
| Lukas Podolski             | 4:0                        | Vladimir Stojkovic         | 0:1                        | Mesut Özil                 | 0:1                        | Keisuke Honda          | 0:0 (5:3)    |
| Asamoah Gyan               | 1:0                        | Asamoah Gyan               | 1:1                        | Tim Cahill                 | 2:1                        | Xavi Hernández         | 1:0          |
| Wesley Sneijder            | 2:0                        | Wesley Sneijder            | 1:0                        | Robin Van Persie           | 1:2                        | Wesley Sneijder        | 2:1          |
| Keisuke Honda              | 1:0                        | Daniel Agger               | 1:2                        | Keisuke Honda              | 1:3                        | Diego Forlán           | 1:1 (4:2)    |
| Antolín Alcaraz            | 1:1                        | Daniele De Rossi           | 1:1                        | Robert Vittek              | 3:2                        | Bastian Schweinsteiger | 0:4          |
| Robert Vittek              | 1:1                        | Enrique Vera               | 0:2                        | Roque Santa Cruz           | 0:0                        | Andrés Iniesta         | 0:1          |
| Maicon                     | 2:1                        | Luis Fabiano               | 3:1                        | Cristiano Ronaldo          | 0:0                        | Wesley Sneijder        | 2:3          |
| Cristiano Ronaldo          | 0:0                        | Cristiano Ronaldo          | 7:0                        | Didier Drogba              | 0:3                        | Xavi Hernández         | 0:1          |
| Gelson Fernandes           | 0:1                        | David Villa                | 2:0                        | Andrés Iniesta             | 1:2                        | Thomas Müller          | 2:3          |
| Jean Beausejour            | 0:1                        | Mark González              | 1:0                        | Noel Valladares            | 0:0                        | Andrés Iniesta         | 0:1          |

## Símbolos

### Mascota

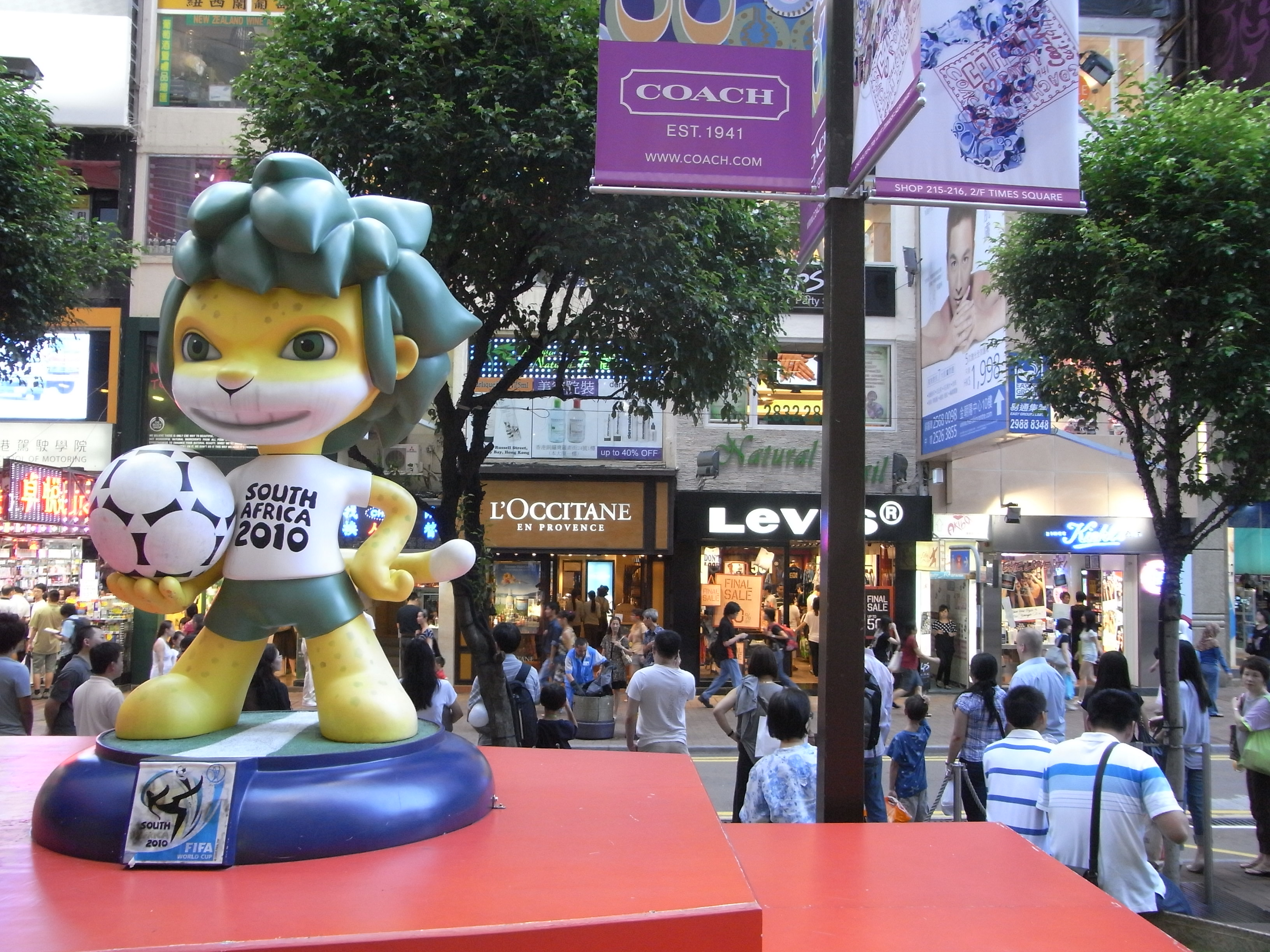
Figura plástica de Zakumi, en el Times Square de Hong Kong; durante el Mundial de Fútbol de 2010.

Como es tradición, la Copa Mundial de Fútbol se caracterizó por una serie de símbolos. Uno de los más importantes, especialmente para fines publicitarios y de merchandising fue la mascota Zakumi, un leopardo de pelo verde con los colores de la selección de fútbol de Sudáfrica. El dibujo, que recupera la tradición antropomórfica de mascotas como Striker y Footix de los eventos de 1994 y 1998, posee manchas con la tradicional forma de pentágono presente en los balones de fútbol. Su nombre deriva de «ZA» y «kumi», que corresponden respectivamente al código ISO 3166 para Sudáfrica y el número diez (de 2010) en varias lenguas africanas.

### Balones

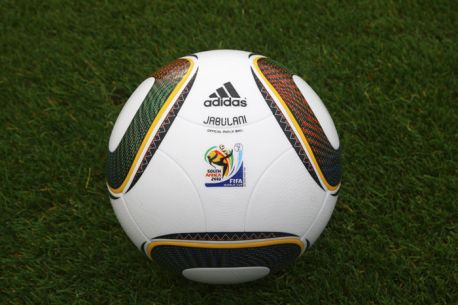
Adidas Jabulani

El balón oficial con que se jugó el campeonato es el modelo Jabulani, fabricado por la marca Adidas. El Jabulani (que significa «celebrar» en zulú) fue diseñado por la Universidad de Loughborough en el Reino Unido y tiene 11 colores que representan los 11 jugadores de cada equipo, los 11 idiomas oficiales de Sudáfrica y las 11 comunidades sudafricanas que dieron la bienvenida al primer Mundial de fútbol que tiene lugar en África. Una "versión dorada" de este balón, llamado "Jo’bulani", fue utilizada en la final de la Copa Mundial. También se dio a conocer la versión con los colores de Coca-Cola del Jabulani, que tienen el logo de Adidas y el nombre de "Jabulani" debajo de este. En uno de los "triángulos ilustrativos" del balón, se muestra el logo de la empresa de bebidas.

### Canción oficial

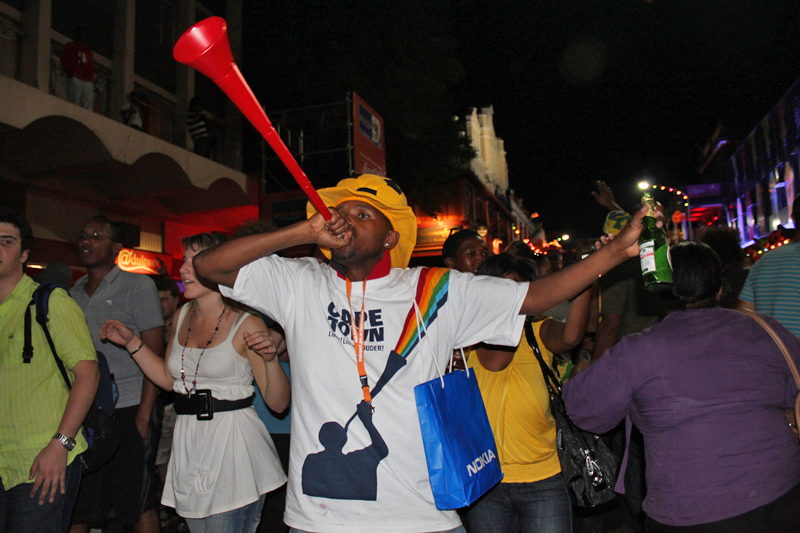
Un hombre tocando una vuvuzela en la final del campeonato.

Al igual que en los últimos mundiales, se realizó una canción para acompañar el torneo. La canción oficial del torneo fue popularizada como “Waka Waka” (oficialmente, “Waka Waka (Esto es África)” y “Waka Waka (This is Africa)” en español e inglés respectivamente), siendo interpretada por la cantante colombiana Shakira, quien coprodujo el tema junto al grupo sudafricano Freshlyground. El tema mezcla diversos ritmos de origen afrodescendiente como el soca, guitarras sudafricanas y el popular estribillo del Zangalewa, una canción tradicional camerunesa. “Waka Waka” recibió diversas críticas tanto a favor como en contra, especialmente de parte de sudafricanos que esperaban un tema de origen nacional, pero logró alcanzar los primeros lugares de los principales listados musicales a nivel mundial, siendo el tema mundialista más exitoso desde La copa de la vida de Ricky Martin en 1998.

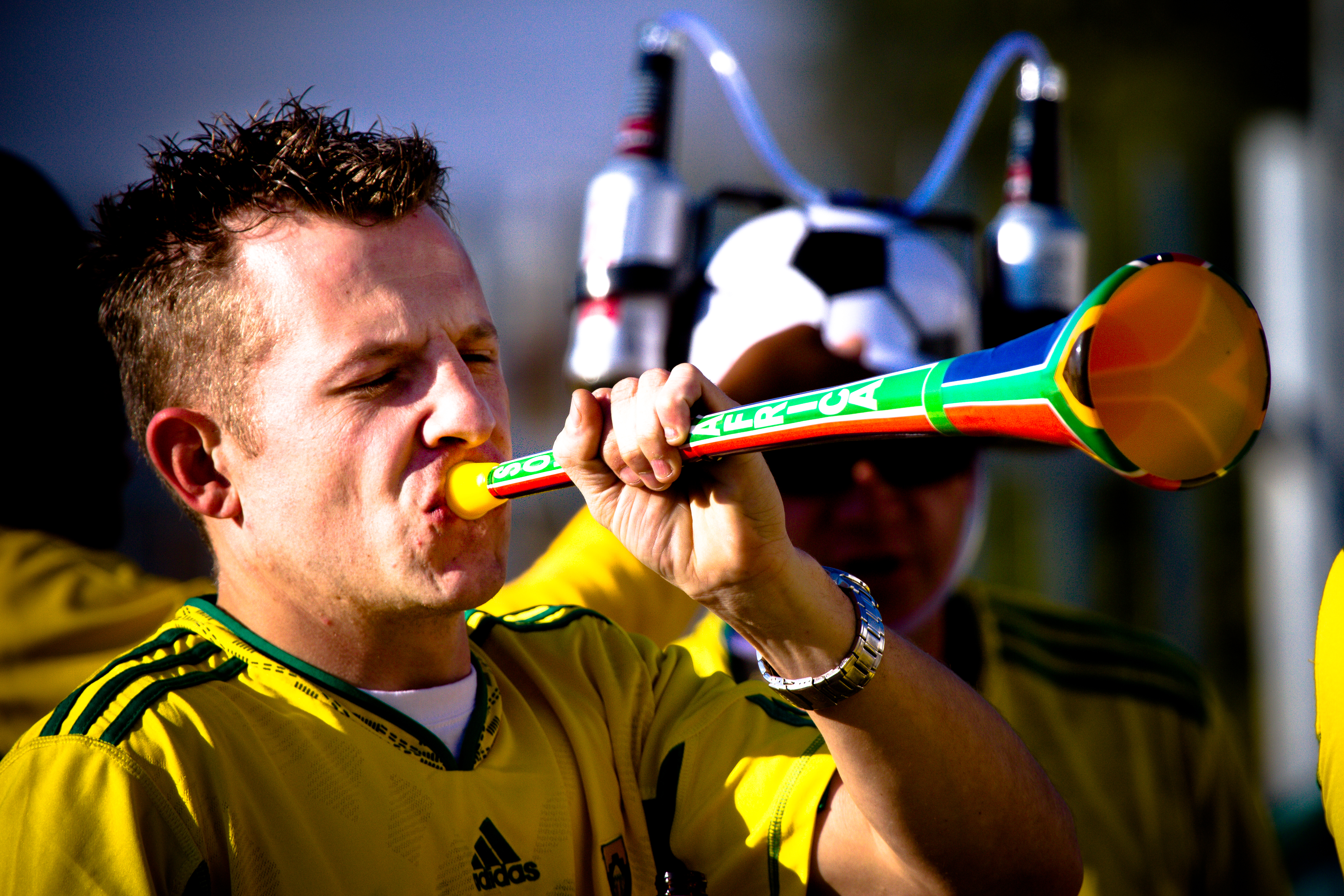
Un aficionado tocando una vuvuzela con los colores de la bandera Sudafricana.

Junto a “Waka Waka”, el tema “Wavin' Flag” del músico somalí-canadiense K'naan también alcanzó gran éxito relacionado con la Copa Mundial. Aunque no fue seleccionado como parte del compilado musical oficial realizado por la FIFA, “Wavin' Flag” se convirtió en una suerte de himno alternativo siendo incluido como parte de la campaña publicitaria de Coca-Cola, uno de los auspiciadores oficiales del torneo. El disco oficial, Listen Up! The Official 2010 FIFA World Cup Album, fue lanzado y presenta una serie de canciones seleccionadas por un comité especializado de la FIFA de diversas partes del mundo, incluyendo un tema con la voz de Nelson Mandela además del himno oficial “Sign of a Victory” de R. Kelly con un grupo de góspel de Soweto y la canción oficial de Zakumi, “Game on” de Pitbull.
Para el lanzamiento del evento deportivo, la FIFA realizó un Concierto de Inauguración del Mundial, el 10 de junio en el Estadio Orlando de Soweto, en el que se presentaron Shakira, K'naan, Juanes, The Black Eyed Peas, Alicia Keys, Angelique Kidjo y otros cantantes. Previo al partido inaugural del día siguiente, Shakira interpretó nuevamente la canción oficial.

### El pulpo Paul

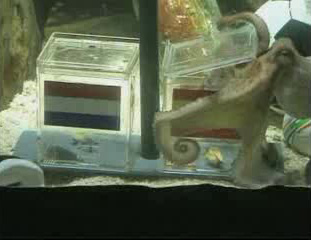
Paul, el pulpo "adivino" del Mundial eligiendo la urna con la bandera española para el encuentro de la final.

Una curiosidad de este mundial fueron las dotes de adivinación que se le atribuyeron a un pulpo llamado Paul. Se le conoce por haber pronosticado los resultados de los partidos en los que jugó Alemania, en la Eurocopa 2008 y el Mundial de Sudáfrica 2010. Debido al gran interés mediático, hicieron que Paul pronosticara el resultado de la final del Mundial 2010 aunque no jugara la selección alemana y pronosticó la derrota de la naranja mecánica ante España, y este, pues, acertó. Antes de cada partido internacional de la selección alemana, a Paul se le presentaron dos contenedores idénticos con comida: uno de ellos estaba marcado con la bandera de Alemania y el otro con la bandera del equipo oponente. La elección de Paul se interpretaba con el equipo que logrará la victoria. De esta forma, Paul escogió correctamente cuatro de los seis partidos que jugó Alemania en la Eurocopa 2008 y en los primeros seis partidos en la Copa Mundial de Fútbol de 2010. También predijo que España vencería a Alemania en la semifinal y acertó.
El fenómeno mediático protagonizado por Paul hizo que muchos medios de comunicación consideraran que superó en popularidad a la mascota oficial del campeonato, el leopardo Zakumi. Una vez finalizado el Mundial, y habiéndose cumplido todos los pronósticos indicados por Paul, los dueños del acuario en el que vive este animal, oficializaron su retiro del medio. Para coronar su «hazaña», le fue obsequiado al pulpo una réplica de la Copa Mundial de Fútbol, la cual fue puesta en el interior de su acuario, señalando que él también se coronó campeón al acertar todos sus pronósticos.

## Filmografía
- FIFA World Cup™ 2010 «Memorias» en YouTube
- FIFA World Cup™ 2010 «Top 10 Goles» en YouTube
- FIFA World Cup™ 2010 «La Final» en YouTube
- FIFA World Cup™ 2010 «Partido 64» en YouTube